# Ukraińska Powstańcza Armia
Ukraińska Powstańcza Armia, Ukraińska Armia Powstańcza, UPA (ukr. Українська повстанська армія, УПА; Ukrajinśka powstanśka armija, UPA) – formacja zbrojna działająca 1942–54, podporządkowana frakcji banderowskiej Organizacji Ukraińskich Nacjonalistów (OUN-B), od VII 1944 formalnie Ukraińskiej Głównej Radzie Wyzwoleńczej. Działała głównie na Wołyniu, w Galicji Wschodniej i na terenach na zachód od linii Curzona. Hymnem UPA był „Marsz Ukraińskich Nacjonalistów”.
Organizacja Ukraińskich Nacjonalistów nie uznała granic ustanowionych na konferencjach teherańskiej i jałtańskiej. Działacze OUN, wiedząc, że tereny zamieszkane przez ludność ukraińską zostaną podzielone i wejdą w skład Polski oraz ZSRR, i nie uznając tego faktu, próbowali utworzyć własną jednostkę terytorialną pod nazwą Zakerzoński Kraj.
Celem UPA było powstanie niepodległego, monoetnicznego (jednonarodowego) państwa ukraińskiego o charakterze faszystowskim. Walczyła w tym celu przeciwko okupacyjnym władzom niemieckim, partyzantom polskim i radzieckim (1943–1945), Siczy Poleskiej, Armii Czerwonej i NKWD. Mimo potyczek z Niemcami UPA w pewnym stopniu z nimi współpracowała – zawierała lokalne porozumienia z Niemcami w celu zwalczania partyzantki sowieckiej, a także w 1944 była sporadycznie przez nich zaopatrywana.
Ukraińska Powstańcza Armia jest współodpowiedzialna wraz z OUN-B za zorganizowanie i przeprowadzenie ludobójstwa polskiej ludności cywilnej (rzeź wołyńska i czystka etniczna w województwach lwowskim, tarnopolskim i stanisławowskim). Według opinii niektórych historyków była to organizacja terrorystyczna.
Od jesieni 1944 roku UPA walczyła w nowych granicach Polski nie tylko z polskim wojskiem, KBW, UBP, WOP; atakowała posterunki MO i niebronione polskie wsie, ale również z oddziałami poakowskimi (np. Zgrupowaniem Warta), NSZ, WiN. Od 1945 na Lubelszczyźnie i Podlasiu zawierała lokalne porozumienia rozejmowe z antykomunistycznym podziemiem poakowskim, były przypadki współpracy zbrojnej (atak na Hrubieszów). Zarówno w trakcie wysiedleń ludności ukraińskiej do ZSRR w latach 1944–1946, jak i w trakcie akcji „Wisła”, zbrojnie starała się powstrzymać wysiedlenia ludności ukraińskiej. Na terenie ZSRR walczyła z regularnymi oddziałami Armii Czerwonej, Istriebitielnymi Bataljonami, milicją, wojskami NKWD i MGB i antypartyzanckimi oddziałami NKWD.
W Polsce jej aktywność znacząco zmalała po akcji „Wisła” w 1947 roku, ostatnie oddziały przestały istnieć w ZSRR w 1956 roku.
Polski Sąd Najwyższy wyrokiem z dnia 22 września 1950 roku uznał Ukraińską Powstańczą Armię za organizację zbrodniczą.

## Historia powstania UPA
Do 1941 roku w OUN przeważał pogląd, że należy utworzyć regularną armię ukraińską przy pomocy władz niemieckich, w związku z tym koncepcja tworzenia własnych oddziałów partyzanckich zakrawała na prowokację. Jednak we wrześniu 1941 i w lecie 1942 Niemcy dokonali masowych aresztowań działaczy OUN. Dlatego też pod koniec 1942 w pobliżu Lwowa odbyła się konferencja referentów wojskowych obwodowych prowidów OUN-B, która przedyskutowała istniejące koncepcje walki i opowiedziała się za tworzeniem struktur partyzanckich pod nazwą Wojskowe Oddziały OUN-SD (Samostijnikiw Derżawnikiw). Jednocześnie utworzono grupę roboczą w składzie: Wasyl Iwachiw „Sonar”, Mychajło Medwid „Karpowycz” i Łuka Pawłyszyn „Wowk”, w celu opracowania wojskowych regulaminów i instrukcji.
Formowanie pierwszego oddziału OUN-SD rozpoczęto na Polesiu w połowie października 1942. Dowodził nim referent wojskowy OUN Serhij Kaczynski „Ostap”. Drugi oddział, pod dowództwem Hryhorija Perehijniaka „Dowbeszki-Korobki” został utworzony na Wołyniu. W lutym 1943 utworzono 3 nowe sotnie UPA, pod dowództwem „Dorosza”, „Kruka” i „Honty”.
Pierwszą akcją oddziałów był atak sotni Hryhorija Perehijniaka 7 lutego 1943 na baraki policyjne w miasteczku Włodzimierzec.
III konferencja OUN-SD (odbywająca się w dniach 17–21 lutego 1943) aprobowała obrany kurs na walkę zbrojną z okupantem.
W dniach 20–30 marca 1943 na stronę UPA przeszły z bronią załogi posterunków ukraińskiej policji pomocniczej w okolicach Kowla i Łucka. Dezercja rozszerzyła się na cały obszar Wołynia i objęła 4-5 tysięcy z ogólnej liczby ponad 11 tysięcy policjantów.
Wiosną 1943 oddziały OUN-SD liczyły już kilka tysięcy osób. Główne dowództwo sprawował Dmytro Klaczkiwski, szefem Krajowego Sztabu Wojskowego (KWSz) był Wasyl Iwachiw (do śmierci 13 maja 1943), następnie Wasyl Sydor. Nazwę późniejszą, tzn. UPA przejęto od formacji zbrojnych Tarasa Borowcia „Tarasa Bulby”. Obecnie dla rozróżnienia oddziałów Bulby używa się wobec nich określenia UPA – Poleska Sicz.
Za oficjalną datę utworzenia UPA historycy ukraińscy przyjmują 14 października 1942 – Święto Szaty (Pokrowy) Najświętszej Marii Panny. Dzień ten jako święto UPA został ustalony na mocy postanowienia Ukraińskiej Głównej Rady Wyzwoleńczej (UHWR) z 30 maja 1947.

## Organizacja UPA

### Struktura początkowa
Pierwszym dowódcą UPA został Dmytro Klaczkiwski („Kłym Sawur”, „Ochrim”), a szefem Krajowego Sztabu Wojskowego (Krajowyj Wijśkowyj Sztab – KWSz) Wasyl Iwachiw („Sonar”, „Som”), po jego śmierci Wasyl Sydor („Szełest”), a po nim Łeonid Stupnyckyj „Honczarenko”. Pod koniec 1943 UPA składała się z czterech okręgów wojskowych (wijśkowa okruha – WO), zwanych też grupami (hrupa):
- Zahrawa (pogranicze Wołynia i Polesia) pod dowództwem Iwana Łytwynczuka („Dubowyj”);
- Turiw (tereny obecnego obwodu wołyńskiego) pod dowództwem Jurija Stelmaszczuka („Rudyj”);
- Bohun (południowe tereny dzisiejszego obwodu rówieńskiego, rejon krzemieniecki, część wschodniego Podola) pod dowództwem Petra Olijnyka („Enej”);
- Tjutjunnyk (tereny dzisiejszego obwodu żytomierskiego) pod dowództwem Fedira Worobcia („Wereszczaka”).

Oddziały UPA dokonywały także rajdów na wschodnie tereny Ukrainy (przede wszystkim okolice Kamieńca Podolskiego, Winnicy, Czerkasów). Mimo wysiłków podejmowanych od 1943 nie udało się zbudować struktur UPA i OUN na Ukrainie Wschodniej.
W 1943 na terenach Galicji Wschodniej UPA formalnie nie istniała, działała tam od 3 czerwca 1943 inna struktura nacjonalistów ukraińskich – Ukraińska Narodowa Samoobrona (Ukrajinśka Narodna Samooborona – UNS) dowodzona przez Ołeksandra Łućkoho („Bohun”, „Bohdan”, „Berkut”, „Andrijenko”). Szefem KWSz na terenie województw lwowskiego, tarnopolskiego i stanisławowskiego był w tym czasie Łuka Pawłyszyn („Wowk”).
Dopiero w grudniu 1943 UNS przekształciła się w UPA. Składała się wówczas z następujących WO (Grup):
- WO-1/Grupa Baszta (Lwów, poligon lwowski) – Wiktor Charkiw „Chmara”
- WO-2/Grupa Buh (obwód lwowski) – Ostap Łynda „Jarema”, Wasyl Łewkowycz „Woronyj”
- WO-3/Grupa Łysonia (obwód tarnopolski) – Omelian Polowyj „Ostap”
- WO-4/Grupa Howerlia (obwód stanisławowski) – Iwan Butkowśkyj „Hucuł”, Mykoła Twerdochlib „Hrim”
- WO-5/Grupa Makiwka (obwód drohobycki) – Bohdan Wilszynśkyj „Oreł”, Iwan Bełejłowycz „Dzwinczuk”
- WO-6/Grupa „Sian” (powiaty: leski, przemyski, Jarosławski) – Jakiw Czornij „Udarnyk”
- WO-7/Grupa Suczawa (Bukowina) – nie wyznaczono dowódcy
- WO-8/Grupa Sribna (Ukraina Zakarpacka) – Antin Szkitak „Omelian”

### Reorganizacja struktury

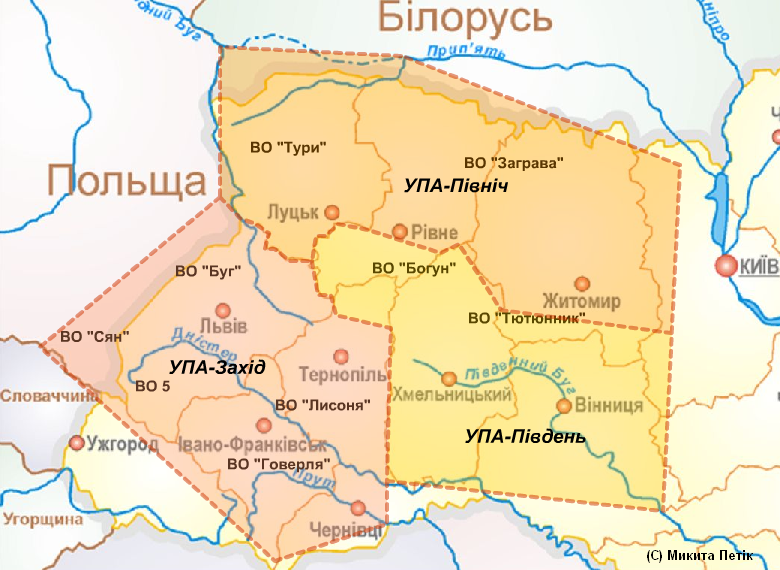
Podział UPA

W listopadzie 1943 powstały Główne Dowództwo UPA (Hołowne komanduwannia) i Główny Sztab Wojskowy UPA (Hołownyj wijśkowyj sztab – HWSz). Głównym dowódcą UPA został Roman Szuchewycz („Taras Czuprynka”), a szefem HWSz Dmytro Hrycaj („Perebyjnis”). Zastępcą szefa HWSz mianowano Ołeksę Hasyna („Łycar”).
Dotychczasowa UPA działająca na Polesiu i Wołyniu została przekształcona w UPA-Północ (UPA-Piwnicz), a jej dowódcą mianowano D. Klaczkiwskiego. UPA-Północ składała się z trzech okręgów wojskowych (WO):
- I WO Turiw
- II WO Zahrawa
- III WO Wołyń-Południe (Tiutiunnyk)

Natomiast od sierpnia 1944 z dwóch (Zawychost, 444).
W województwach lwowskim, tarnopolskim i stanisławowskim utworzono UPA-Zachód (UPA-Zachid) dowodzoną przez W. Sydora. W lutym 1945 UPA-Zachód składała się z czterech okręgów wojskowych (WO), te zaś dzieliły się na Odcinki Taktyczne (Taktycznyj Widtinok – TW):
- WO-2/Grupa Buh (Kraj Lwowski) – Wasyl Łewkowycz „Woronyj”
- WO-3/Grupa Łysonia (Kraj Podolski) – Wołodymyr Jakubowśkyj „Bondarenko”
- WO-4/Grupa Howerla (Kraj Karpacki) – Mykoła Twerdochlib „Hrim”
- WO-6/Grupa „Sian” (Zakerzoński Kraj) – Myrosław Onyszkewycz „Orest”

Dotychczasowy WO-1 przyłączono do WO-2, zaś WO-5, WO-7 i WO-8 do WO-4. Od listopada 1944 do kwietnia 1945 WO-6 obejmujący dzisiejsze tereny Polski był podporządkowany WO-2. Odcinki Taktyczne istniały tylko w UPA-Zachód.
W końcu stycznia 1944 na południowych terenach obecnego obwodu rówieńskiego rozpoczęto organizowanie UPA-Południe (UPA-Piwdeń), nazywanej w literaturze także UPA-Wschód (UPA-Schid):
- I WO Chołodnyj Jar
- II WO Urszań
- III WO Winnica

Dowódcą UPA-Południe został Wasyl Kuk („Łemisz”). Po 1944 UPA-Południe przestała istnieć jako odrębna struktura.
Główny Sztab Wojskowy UPA (HWSz), sztaby terytorialnych UPA (Północ, Zachód, Południe – Heneralna Wijśkowa Okruha – Generalny Okręg Wojskowy – HWO) i sztaby WO dzieliły się na siedem zarządów (lub oddziałów): operacyjny, rozpoznawczy (wywiadowczy), zaopatrzenia, personalny, wyszkolenia, wychowania politycznego, inspektorów wojskowych.
W latach 1943–1945 podstawową jednostką bojową była sotnia (kompania). Większość z nich łączono w kurenie (bataliony). Na niektórych terenach dwa lub więcej kureni łączono tymczasowo w zahin (pułk).
Ponieważ UPA miała stać się w myśl planów nacjonalistów ukraińskich podstawą tworzenia regularnych sił zbrojnych, zakładano, iż jednostki WO tworzyć będą grupę (odpowiednik dywizji), zaś wszystkie grupy HWO – korpus. Taki podział był jednakże czysto teoretyczny i stworzono go wyłącznie na papierze.

### Rodzaje jednostek
Podstawową jednostką bojową UPA była sotnia. Sotnia (kompania) dzieliła się na trzy czoty (plutony), te zaś na trzy roje (drużyny). W roju występowały zazwyczaj dwa łanki (sekcje). Na przełomie 1943 i 1944 sotnie miały cztery czoty, a te z kolei cztery roje. Łanka liczyła od 4 do 6 żołnierzy. Rój liczył 8–12 osób. Uzbrojenie roju składało się z ręcznego karabinu maszynowego (rkm), 2-3 pistoletów maszynowych (pm), pozostali uzbrojeni byli w karabiny. W sotni istniał poczet dowódcy, składający się z pracownika politycznego (politwychownyk), szefa sotni (buńczucznyj), sanitariusza, łączników, niekiedy także z roju Wojskowej Żandarmerii Polowej (Wijśkowo-polowa żandarmerija), zwiadowców czy pododdziału ciężkiej broni piechoty. Teoretycznie sotnia powinna liczyć 163 osoby, jednak do lata 1944 występowały sotnie składające się nawet ze 180-200 ludzi. Od jesieni 1944 sotnie liczyły 100–130 osób, a od 1946 o połowę mniej.

### Stopnie stosowane w UPA
- Szeregowi (riadowi):
  - striłeć (szeregowy);

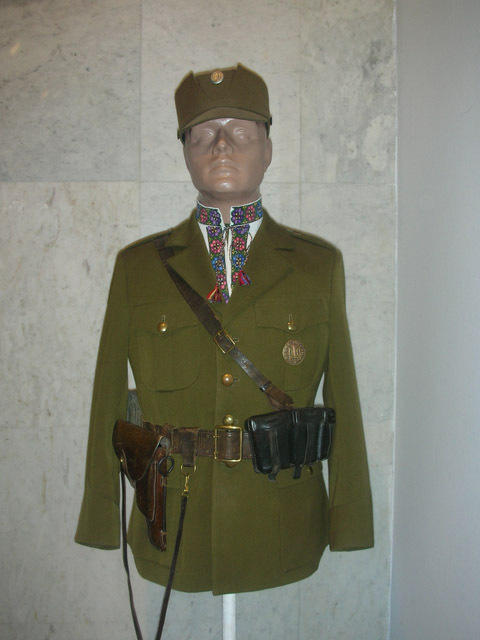
Współczesna rekonstrukcja munduru żołnierza UPA

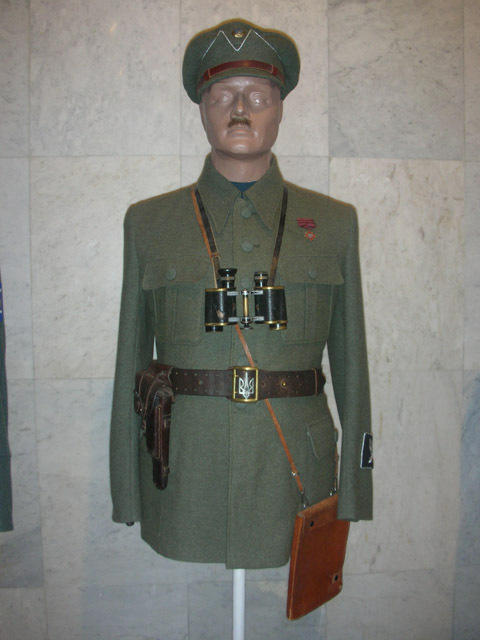
Współczesna rekonstrukcja munduru generała UPA

  - starszyj striłeć (starszy szeregowy).
- Podoficerowie (pidstarszyny):
  - wistun (kapral);
  - starszyj wistun (plutonowy);
  - buławnyj (sierżant);
  - starszyj buławnyj (starszy sierżant).
- Oficerowie (starszyny):
  - chorunżyj (chorąży);
  - porucznyk (porucznik);
  - sotnyk (kapitan);
  - major;
  - pidpołkownyk (podpułkownik);
  - połkownyk (pułkownik).
- Generałowie (henerały):
  - henerał-chorunżyj (generał brygady);
  - henerał-porucznyk (generał dywizji);
  - henerał-połkownyk (generał broni).

Dwa ostatnie stopnie nigdy nie były nadane w UPA.
Oznaki stopni nie istniały, za to na rękawach widniały oznaki poszczególnych rang dowódczych.

### Umundurowanie

Dowódca roju
Dowódca czoty
Szef sotni
Dowódca sotni
Szef kurenia
Dowódca kurenia
Dowódca zagonu
Dowódca okręgu wojskowego
Dowódca krajowy
Główny dowódca UPA

Wbrew różnym grafikom (które powstały by każdy od razu wiedział, że chodzi o UPA) nie ma żadnych dowodów na noszenie przez upowców czerwono-czarnych opasek na rękawach bądź wstążek na czapkach (były to jedynie barwy sztandaru). Z kwerendy zdjęć dostępnych w Internecie widać, że używano ubiorów cywilnych, zdobycznych mundurów niemieckich, sowieckich, a nawet polskich (po usunięciu symboli wcześniejszego posiadacza) bądź mieszanki takowych, czasem też szytych konspiracyjnie kurtek typu frencz. Z symboli używano kokard Armii Czynnej Ukraińskiej Republiki Ludowej, które często posiadali weterani oraz rodziny weteranów owej armii, a także różnego rodzaju trójzębów wycinanych z cienkiej blachy. Charakterystyczną (choć używaną tylko częściowo) czapką oddziałów UPA była mazepynka, czapka okrągła z daszkiem oraz wcięciem w kształcie litery V na otoku nad czołem.

### Odznaczenia i nagrody
Nagrodami i odznaczeniami, od najniższych do najwyższych, były:
- wymienienie w rozkazie
- pochwała
- Brązowy Krzyż Bojowej Zasługi
- Srebrny Krzyż Bojowej Zasługi II klasy
- Srebrny Krzyż Bojowej Zasługi I klasy
- Złoty Krzyż Bojowej Zasługi II klasy
- Złoty Krzyż Bojowej Zasługi I klasy

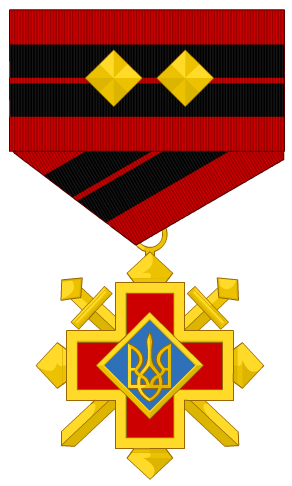
Złoty Krzyż Bojowej Zasługi I klasy
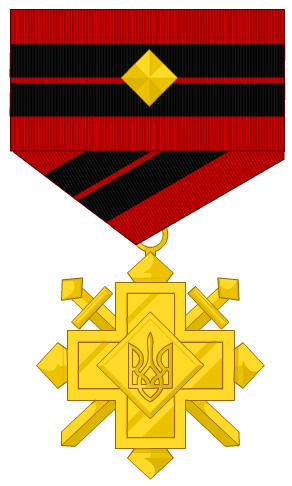
Złoty Krzyż Bojowej Zasługi II klasy
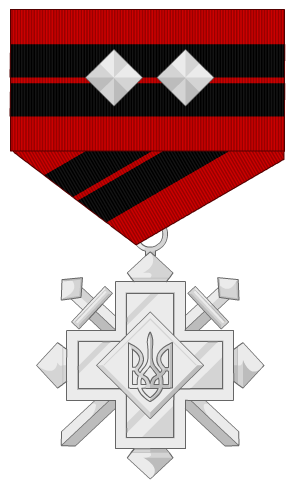
Srebrny Krzyż Bojowej Zasługi I klasy
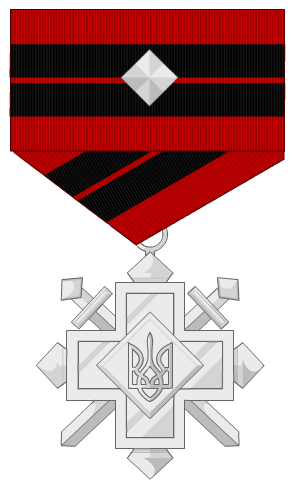
Srebrny Krzyż Bojowej Zasługi II klasy
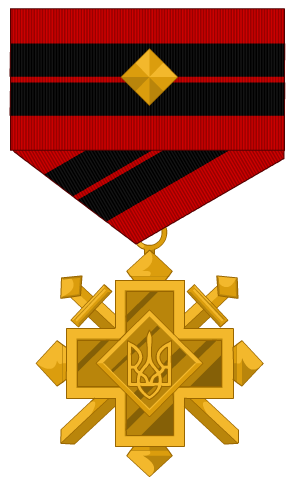
Brązowy Krzyż Bojowej Zasługi

Były to odznaczenia bojowe, za zasługi niebojowe wręczano:
- Srebrny Krzyż Zasługi
- Złoty Krzyż Zasługi
- Medal „Za walkę w szczególnie trudnych warunkach” (wprowadzony rozporządzeniem UHWR z 6 czerwca 1948)

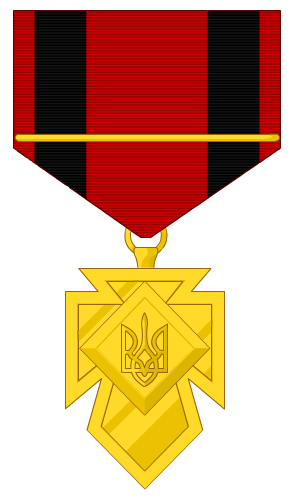
Złoty Krzyż Zasługi
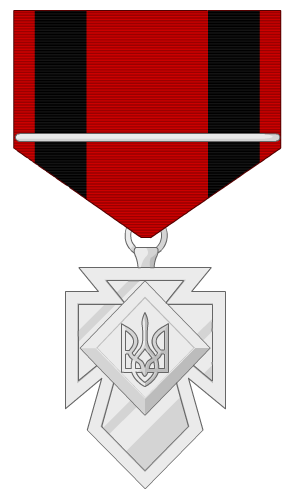
Srebrny Krzyż Zasługi
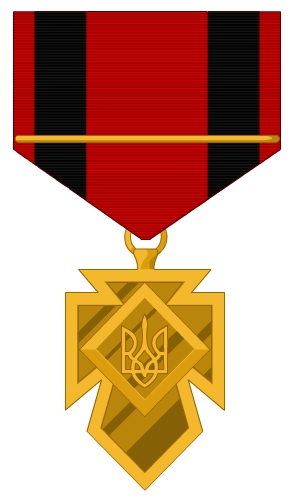
Brązowy Krzyż Zasługi

Pierwszym żołnierzem UPA, odznaczonym najwyższym Złotym Krzyżem Bojowej Zasługi I klasy, był dowódca kurenia „Siromanci” – major Dmytro Karpenko „Jastrub” (zginął podczas ataku na Nowe Striłyszcza 17 grudnia 1944).

### Szkoły oficerskie

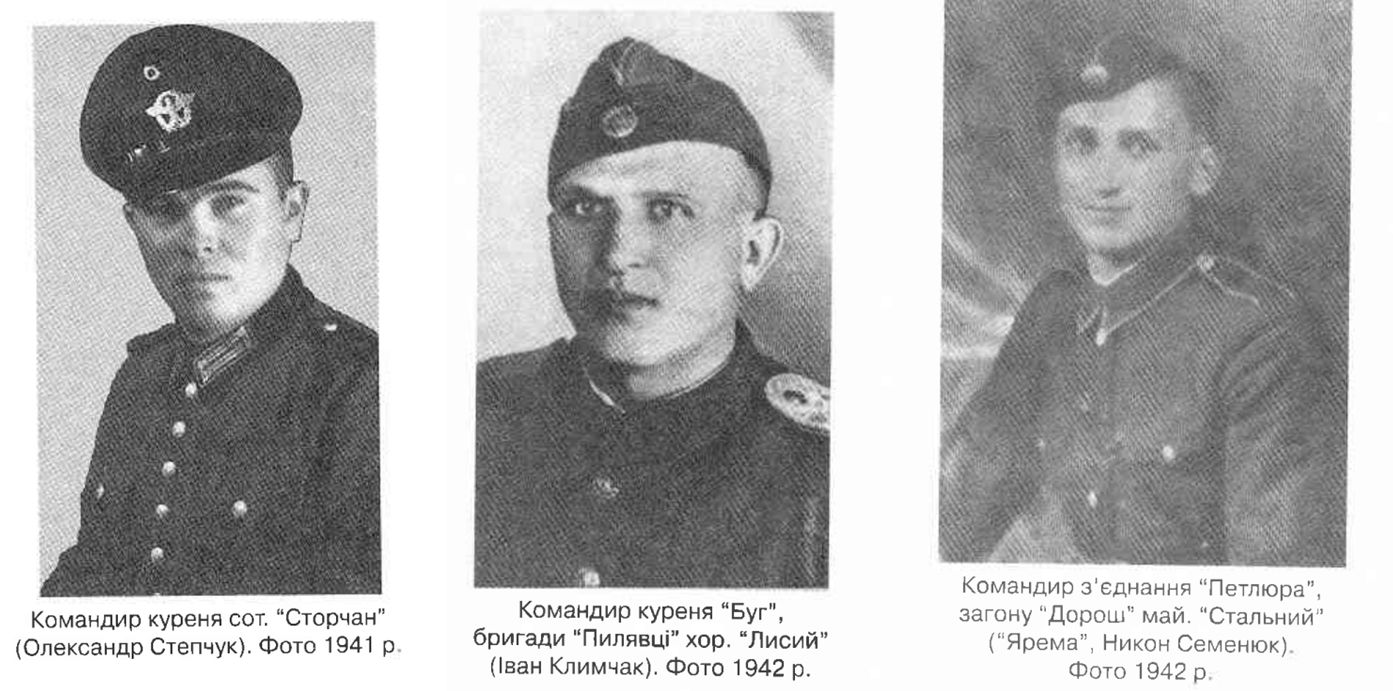
Oficerowie UPA – dowódcy kureniów: Aleksander Stepczuk, Iwan Klimczak oraz Nikon Semeniuk w służbie niemieckiej w latach 1941–1942

UPA ciągle cierpiała na brak wyszkolonej liniowej kadry oficerskiej. Początkowo w roli kadry obsadzano dawnych oficerów armii Ukraińskiej Republiki Ludowej (URL) (m.in. Iwan Rembałowycz) i Ukraińskiej Armii Halickiej (UHA), jednak później ze względu na ich wiek trzeba było ich częściowo demobilizować, a częściowo kierować do pracy sztabowej. Większość dowódców uzyskała przeszkolenie wojskowe przed II wojną światową podczas służby w Wojsku Polskim i w oddziałach Siczy Karpackiej 1938/1939 (m.in. Roman Szuchewycz, Wasyl Mizerny, Wasyl Sydor, Mykoła Twerdochlib, Myrosław Onyszkewycz, Iwan Szpontak, Wołodymyr Szczygielski, Wasyl Szyszkanynec), zaś w czasie wojny w służbie wojskowej i policyjnej w złożonych z Ukraińców formacjach III Rzeszy (bataliony Nachtigall i Roland, Ukraińska Policja Pomocnicza i Schutzmannschaft) – m.in. Marijan Łukaszewycz, Ostap Łynda, Mychajło Duda, Jarosław Kociołek, Hryhorij Mazur, Iwan Szymanskyj, Wasyl Andrusiak, Omelian Polowyj.
Według obliczeń Iwana Kaczanowskiego co najmniej 46% dowódców OUN-B i UPA miało w swoim życiorysie etap kolaboracji z Niemcami:
- 23% służyło w różnych formacjach policyjnych,
- 18% przeszło niemieckie kursy wojskowe i wywiadowcze,
- 11% służyło w batalionach Nachtigall i Roland,
- 8% pracowało w niemieckiej okupacyjnej administracji,
- 1% służyło w SS-Galizien.

W latach 1942–1943 przyjmowano do UPA, w tym na wysokie stanowiska dowódcze, oficerów Armii Czerwonej (m.in. Petro Mykołenko), którzy w pierwszej fazie wojny niemiecko-sowieckiej uniknęli niewoli. Umożliwiło to jednak powstanie w UPA sowieckiej siatki wywiadowczej, którą Służba Bezpieczeństwa OUN zlikwidowała w sierpniu 1943.
Zaczęto więc wykorzystywać kadry Bojowej Referentury OUN, wyszkolone na kursach wojskowych w Krakowie, Zakopanem i Wiedniu przez Abwehrę. W 1943 zdecydowano się utworzyć własne szkoły („sotnie szkolne”) dla przyszłych oficerów. Szkolenie w takich sotniach trwało 4 miesiące.
Od października 1943 do stycznia 1944 na Wołyniu działała szkoła „Lisowi Czorty” pod dowództwem por. Fedira Polowego „Pola”. Od lipca do października 1944 na terenach UPA-Północ działała szkoła „Drużynnyky” pod dowództwem por. „Horynia”.
W związku ze zbliżaniem się wojsk sowieckich kursy zostały przeniesione do Galicji. W Karpatach utworzono w lutym 1944 szkołę „Ołeni”, która wyszkoliła 2 kursy: „Ołeni-1” (luty – maj 1944) i „Ołeni-2” (czerwiec – październik 1944). Komendantem szkoły był por. „Chmiel”, a po jego śmierci por. Fedir Polowyj, zastępcą Ostap Łynda.
W sumie w wymienionych 3 szkołach wyszkolono ponad 700 oficerów.

### Liczebność
- początek 1943 – 15 000[26]
- koniec 1943 – 20 000[26]
- wiosną 1944 od 25 000 do 35 000[26]
- wiosną 1946 od 3500 do 5000[27]

## Działalność

### Konsolidacja
Na wiosnę 1943 wojskowe oddziały OUN-SD zaczęły akcję konsolidacji wszystkich grup partyzanckich, działających na Wołyniu i Polesiu. W marcu 1943 banderowcy wydali rozkaz, aby wszyscy ukraińscy policjanci wstąpili w szeregi UPA. Tym, którzy tego nie zrobią, zagrożono wyłapaniem i rozstrzelaniem pod zarzutem dezercji. Wskutek tego rozkazu w szeregi UPA wstąpiło około 5 tysięcy wyszkolonych policjantów, co znacznie zwiększyło jej siłę.
W tym samym czasie kierownictwo UPA zdecydowało się skoncentrować na działaniach partyzanckich, uznając, że otwarta konfrontacja z Niemcami nie rokuje powodzenia. Celem ataków stawały się niemieckie jednostki administracyjne, posterunki policji oraz transporty żywności. Jak zauważa Mariusz Zajączkowski, mimo formalnego wypowiedzenia Niemcom wojny partyzanckiej, UPA prowadziła wobec okupanta jedynie ograniczone działania. Akcje dywersyjne, w tym sabotaż kolejowy, miały charakter sporadyczny, ponieważ za głównego wroga uznawano Związek Sowiecki. W rezultacie, na przełomie 1943 i 1944 roku dochodziło do lokalnych porozumień pomiędzy oddziałami UPA a niemieckimi siłami zbrojnymi, policją i SS.
Z zamiarem konsolidacji rozpoczęły się w maju 1943 rozmowy z UPA (Sicz Poleska), dowodzoną przez Tarasa Borowcia „Bulbę”, rozmowy o zjednoczeniu w jedną organizację o nazwie Ukraińska Powstańcza Armia. Jednak odmienność przekonań, struktura organizacyjna oddziałów, jak i ambicje dowódców nie pozwoliły na zjednoczenie. Poza tym „Bulba” unikał walk z Armią Krajową operującą na Wołyniu, natomiast „Kłym Sawur” i cała OUN-SD uważały Polaków za okupantów, a akcje antypolskie za nieuniknione.
W dniach 7–8 sierpnia 1943 oddziały UPA-Północ dowodzone przez Iwana Kłymyszyna „Kruka” przeprowadziły w obwodzie krzemienieckim rozbrojenie wojskowych oddziałów OUN-M (melnykowców, pod nazwą Ukraińskie Powstańcze Wojsko, UPW), dowodzonych przez Mykołę Nedzwedzkiego „Chrona”. Większość melnykowców wstąpiła do UPA, również część dowódców, jak: Fedir Polowyj „Pol”, Wasyl Sztul „Czornota”, Maksym Skorupśkyj „Maks” i Ołeksandr Jaceniuk „Wołynec”, objęła dowódcze stanowiska w UPA.
18 sierpnia 1943 większość oddziałów „Bulby” została siłą przyłączona do formacji tworzonych przez OUN. Bulba-Boroweć przemianował resztki swojej organizacji na Ukraińską Armię Ludowo-Rewolucyjną (UNRA), ale już miesiąc później, po ataku banderowców na jej sztab, uległa ona rozproszeniu.
Szybki rozwój struktur organizacyjnych i wzrost liczebności UPA nastąpił w drugiej połowie 1943, zwłaszcza po dezercji do niej większości ukraińskich policjantów, będących do tej pory w służbie niemieckiej. Również w lipcu/sierpniu 1944 roku po rozbiciu przez Armię Czerwoną 14 Dywizji Grenadierów SS w bitwie pod Brodami około 4000 ukraińskich żołnierzy zasiliło oddziały UPA.
Późnym latem 1943 pod kontrolą UPA znalazły się duże obszary Wołynia, na których powstały powstańcze republiki (np. Republika Kołkowska). Niemcy sprawowali władzę jedynie w miastach i większych wsiach i ich najbliższej okolicy, Polacy chronili się w bazach samoobrony, a sowiecka partyzantka mogła operować tylko na północnym Wołyniu. UPA liczyła wtedy trzy grupy partyzanckie liczące po 6-8 tysięcy partyzantów. Czując się pewnie, UPA operowała dużymi jednostkami, nawet w sile zahonu (pułku). Zorganizowano również władze administracyjne – na bazie cywilnej siatki OUN oraz wybranych w wyborach rad wiejskich. Przeprowadzono również reformę rolną, nadając bezrolnym i małorolnym chłopom ziemię zdobytą na Polakach, oraz parcelując niemieckie Liegenschafty.
Jesienią 1943 na Wołyniu zlikwidowano antybanderowską grupę Tymofija Basiuka „Jaworenka”, działającą pod nazwą „Front Ukraińskiej Rewolucji”.
W listopadzie 1943 rozpoczęły się powtórne rozmowy z OUN Melnyka, w których osiągnięto porozumienie: uchwalono powstanie jednej UPA, dopuszczono udział wojskowych ukraińskich w oddziałach armii niemieckiej (planowano wykorzystać te osoby na szkolenie żołnierzy), zobowiązano się do powstrzymania międzyfrakcyjnej wrogości na czas walki o wolność Ukrainy, dopuszczono przedstawicieli melnykowców do prac w sztabie UPA.
Jednak po zagadkowej śmierci pułkownika Romana Suszki w styczniu 1944 sojusz melnykowsko-banderowski znowu się rozpadł.

### Ludobójstwo Polaków na Wołyniu i w województwach lwowskim, tarnopolskim i stanisławowskim

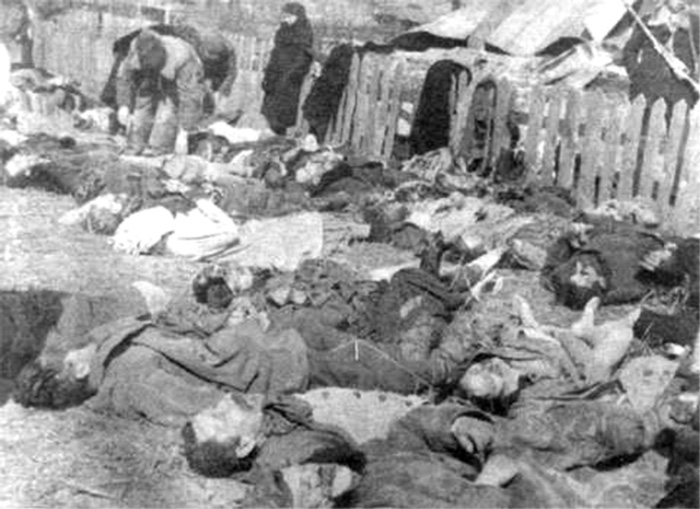
Polskie ofiary zbrodni UPA na Wołyniu (Lipniki, marzec 1943 r.)

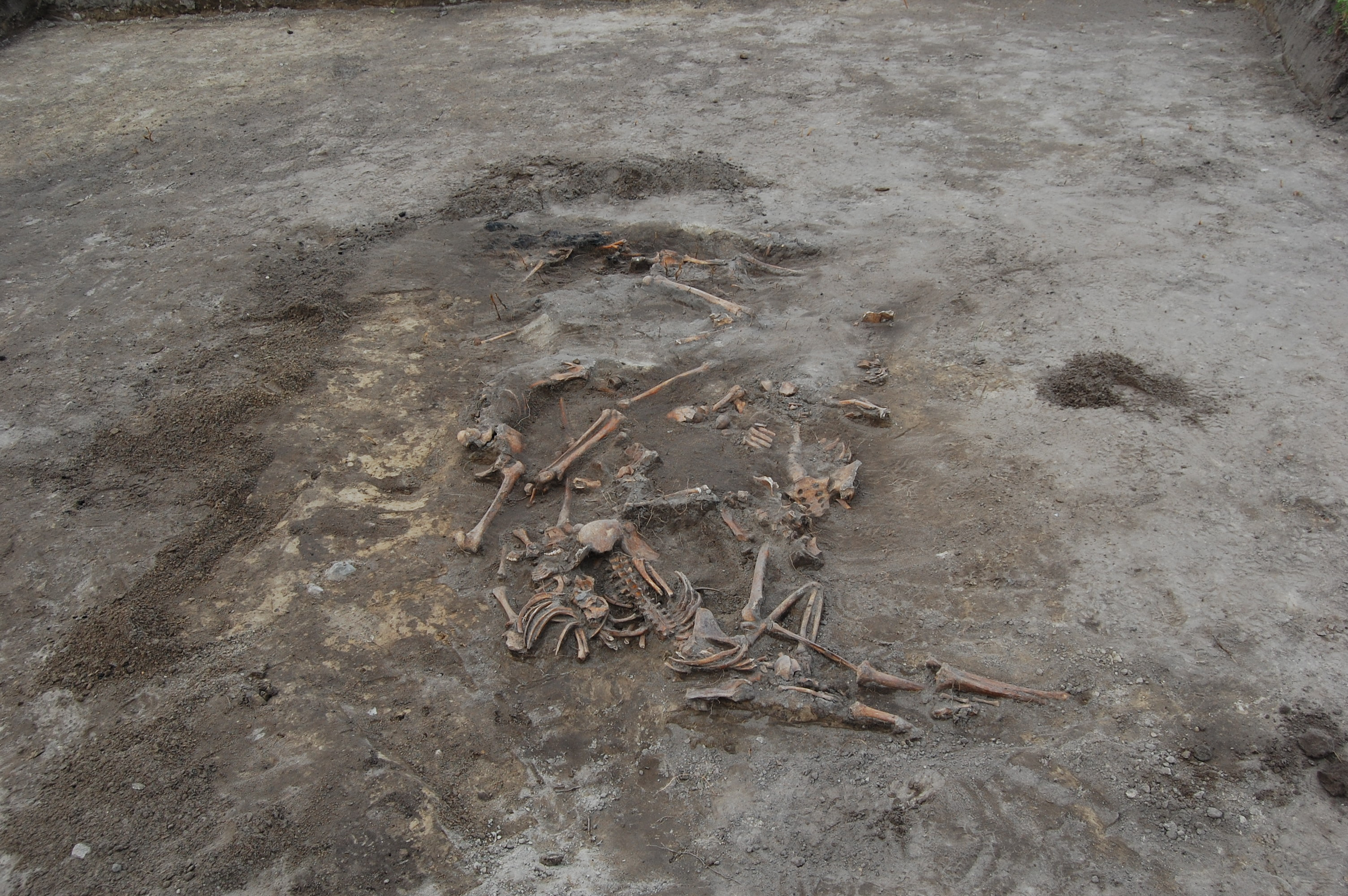
Masowa mogiła ofiar UPA odkryta w Woli Ostrowieckiej

W lutym 1943 r. UPA rozpoczęła akcję eksterminacji ludności polskiej na terenie okupowanego województwa wołyńskiego. Było to podyktowane obawami dowództwa UPA, że po zakończeniu wojny dojdzie powtórnie do konfliktu polsko-ukraińskiego. Postanowiło więc wcześniej oczyścić sporne tereny z Polaków. Do tej pory nie rozstrzygnięto, czy decyzję podjęto na III konferencji OUN-B, czy rozpoczął ją na własną rękę dowódca UPA Dmytro Klaczkiwski, za czym opowiada się pion śledczy Instytutu Pamięci Narodowej. Oddziały UPA wzmocnione dezerterami z ukraińskiej policji pomocniczej dokonały szeregu ataków na polskie wsie, m.in. Parośle, Janową Dolinę.
Kulminacja mordów przypadła na 11 lipca 1943 r., niedługo po wydaniu przez Dmytra Klaczkiwskiego tajnej dyrektywy dowództwa UPA-„Piwnicz” w sprawie przeprowadzenia wielkiej akcji likwidacji polskiej ludności męskiej w wieku od 16 do 60 lat. W mordach dokonywanych z dużym okrucieństwem uczestniczyła również ukraińska ludność cywilna. W całym lipcu 1943 r. ofiarą napadów padło co najmniej 530 polskich wsi i osad. Wymordowano wówczas siedemnaście tysięcy Polaków. Kolejne nasilenia ataków przypadły na sierpień 1943 i Boże Narodzenie. Polska ludność przetrwała jedynie w dużych miastach i w ośrodkach samoobrony.
Zorganizowane zbrodnie trwały do lutego 1944 i spowodowały na Wołyniu według szacunków historyków śmierć do 50–60 tys. Polaków.
W sierpniu 1943 r. na III zjeździe OUN(B) delegacja wołyńska zaproponowała powtórzenie rzezi z Wołynia w województwach lwowskim, tarnopolskim i stanisławowskim, co znalazło poparcie większości delegatów. Zdaniem Grzegorza Motyki zjazd podjął decyzję o antypolskiej czystce ub też pozostawił decyzję dowódcy UPA Romanowi Szuchewyczowi, który po wizycie na Wołyniu podjął ją najpóźniej jesienią 1943 roku.
Najpóźniej w marcu 1944 r. Główne Dowództwo UPA wydało rozkaz wypędzania Polaków pod groźbą śmierci. W razie pozostania Polaków na miejscu polskich mężczyzn miano zabijać, a chaty i majątek palić. W praktyce ograniczenie to najczęściej nie było przestrzegane i oddziały UPA zabijały także kobiety i dzieci.
W konsekwencji, według ustaleń historyków, w województwach lwowskim, tarnopolskim i stanisławowskim zostało zamordowanych od 20-25 do 30–40 tys. Polaków, Ewa Siemaszko szacuje liczbę ofiar na 70 tys. Około 300–400 tys. Polaków uciekło z terenów województw lwowskiego, tarnopolskiego i stanisławowskiego wiosną i latem 1944 r. w obawie przed mordami, a także by uchronić się przed powrotem okupacji sowieckiej i terroru NKWD, wobec wkroczenia w styczniu 1944 r. Armii Czerwonej na terytorium II Rzeczypospolitej i zbliżającego się frontu sowiecko-niemieckiego.
W eksterminacji polskiej ludności Wołynia i województw lwowskiego, tarnopolskiego i stanisławowskiego oprócz UPA wzięła udział także cywilna ludność ukraińska, nazywana czernią. Zdarzały się również przypadki współpracy z 4 pułkiem policji SS (w Hucie Pieniackiej, Podkamieniu i Palikrowach) oraz z SKW (mord w Ihrowicy).
W sprawie zbrodni popełnionych przez ukraińskich nacjonalistów na ludności polskiej Wołynia śledztwo prowadzi Oddziałowa Komisja Ścigania Zbrodni przeciwko Narodowi Polskiemu w Lublinie. W sprawie zbrodni popełnionych w byłych województwach tarnopolskim, stanisławowskim i położonej poza granicami Polski części byłego województwa lwowskiego śledztwa prowadzi Oddziałowa Komisja ŚZPNP we Wrocławiu. Zbrodnie zostały zakwalifikowane prawnie jako ludobójstwo.
Ogółem straty polskiej ludności wynikłe z rozpoczętej przez UPA antypolskiej akcji szacowane są na: 80–100 tys. Polaków, 120 tys. Polaków, aż po liczbę 185 tys. zawierającą również ofiary ukraińskich formacji w służbie niemieckiej oraz ofiary nacjonalistów ukraińskich innych narodowości niż polska.
Grzegorz Motyka (2011):

W świetle przytoczonych liczb wydaje się, że straty polskie w wyniku akcji UPA wyniosły prawdopodobnie około 100 tysięcy zabitych (przy czym raczej nieco mniej, a nie więcej niż 100 tysięcy). Wszelkie podawane wyższe liczby – 150 czy wręcz 200 tysięcy ofiar – nie znajdują potwierdzenia w żadnych poważnych badaniach naukowych, a ich częste pojawianie się w mediach można tłumaczyć chyba tylko chęcią wywołania sensacji.

15 lipca 2009 Sejm Rzeczypospolitej Polskiej przyjął przez aklamację uchwałę o uczczeniu pamięci Polaków i osób innej narodowości zamordowanych przez członków OUN i UPA w czasie rzezi wołyńskiej.

### Mordy na Ukraińcach
Wszystkie przyjazne postawy ukraińskiej ludności cywilnej wobec Polaków, były dla OUN-UPA przejawem zdrady ideałów narodowych. Według danych zebranych przez IPN 384 Ukraińców zostało zamordowanych przez UPA za udzielanie pomocy Polakom. Zdaniem Szczepana Siekierki ze SUOZUN badania wskazują na wyższą liczbę ok. 1000 ofiar.
W sumie na Wołyniu z rąk UPA zginęło 846–847 Ukraińców. Według danych KGB ZSRR w latach 1944–1953 z ręki OUN-UPA zginęło ok. 30 tys. osób, w tym m.in. 8340 żołnierzy, 2732 przedstawicieli władzy radzieckiej i około 17 tys. osób cywilnych.

### UPA wobec ludności żydowskiej
II konferencja OUN-B w 1942 zaznaczyła swój negatywny stosunek do Żydów (uznano ich za „narzędzia imperializmu moskiewsko-bolszewickiego”), jednak zalecała nie brać udziału w niemieckich działaniach antyżydowskich m.in. dlatego, by „nie odwracać uwagi od głównych wrogów”. Później, u schyłku 1942 r., OUN-B zaleciło akcje mające na celu wypędzenie Żydów i Polaków z terytoriów ukraińskich. W okresie formowania oddziałów UPA przywódcy OUN-B byli zdania, że znaczenie społeczności żydowskich w Wielkiej Brytanii i Stanach Zjednoczonych sprawia, że Żydzi wołyńscy i galicyjscy powinni zostać wysiedleni z przyszłego państwa ukraińskiego z prawem zabrania części majątku.
Jednak w następnych miesiącach, ze względu na przeprowadzoną w międzyczasie przez Niemców zagładę społeczności żydowskiej na tych obszarach, UPA skupiła się na działaniach antypolskich, a wobec nielicznych ocalałych uciekinierów żydowskich przyjęto różną politykę – część schwytanych osób zabijano, ale niektórych, w tym zwłaszcza o przydatnych UPA umiejętnościach (np. lekarzy, rusznikarzy) włączano do UPA, głównie jako pracowników zaplecza, udzielano schronienia także ich rodzinom. UPA tworzyła nawet obozy rodzinne dla Żydów, zaopatrywane w żywność przez partyzantów; w zamian za opiekę Żydzi wykonywali na rzecz podziemia prace przy wytwarzaniu obuwia i odzieży. Fakt ten jest powszechnie akceptowany w literaturze historycznej, przy czym polscy i żydowscy historycy dokumentują jednak, że prawie wszyscy Żydzi wcieleni w szeregi UPA lub chronieni przez tę formację zostali ostatecznie wymordowani przez UPA na rozkaz Służby Bezpeky, gdy na terytoria zachodniej Ukrainy zaczęły wkraczać wojska radzieckie (UPA obawiała się dekonspiracji swych struktur przez Żydów w ich szeregach).
Po zajęciu obszaru działań UPA przez Armię Czerwoną w drugiej połowie 1944 r. UPA wydała szereg rozkazów zakazujących akcji przeciw Żydom, wskazując, że wobec wyniszczenia tej społeczności „kwestia żydowska przestała być problemem”. Główne dowództwo UPA 1 listopada 1943 nakazało propagowanie informacji, iż w niepodległym państwie ukraińskim Żydzi będą pełnoprawnymi obywatelami. W sierpniu roku następnego zabroniono mordowania Żydów jedynie z powodu pochodzenia, zezwolono wyłącznie na zabijanie byłych współpracowników NKWD.
Część Żydów, którzy nie trafili do UPA, walczyła przeciwko ukraińskiemu nacjonalistycznemu podziemiu we współpracy z polskimi samoobronami lub radziecką partyzantką. Motyka orientacyjnie szacuje liczbę zamordowanych przez UPA Żydów na 1–2 tysiące osób, zwracając jednak uwagę na ubóstwo źródeł.
Autorzy usprawiedliwiający działalność UPA zaprzeczają jakimkolwiek zbrodniom popełnionym przez tę formację na Żydach, twierdząc, że informacje na ich temat zostały wykreowane przez propagandę radziecką. Powszechne wśród historyków ukraińskich jest natomiast zaprzeczanie faktowi, iż UPA wymordowała ostatecznie niemal wszystkich Żydów, których wcieliła do swoich oddziałów lub chroniła w obozach. Autorzy związani z UPA twierdzą, że żydowskie obozy zostały zlikwidowane przez Niemców w czasie akcji antypartyzanckich i dlatego tylko niektóre z nich istniały jeszcze w momencie wkroczenia Armii Czerwonej. Wtedy upowcy mieli zwalniać ich mieszkańców. Zdaniem Motyki twierdzenia te są mniej wiarygodne niż badania historyków polskich i żydowskich. Z ukraińskich oddziałów zbiegła tylko niewielka część znajdujących się w nich Żydów.
UPA dopuszczała się również zabójstw na pojedynczych ukrywających się Żydach lub na ich kilkuosobowych grupach, jak również zabijała Żydów w czasie ataków na wsie polskie.

### Walka zbrojna

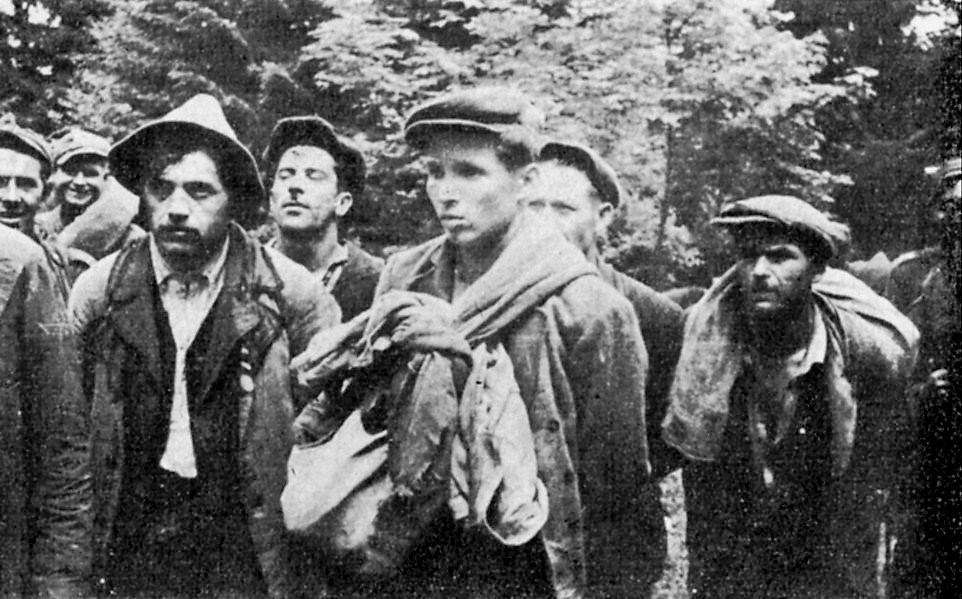
Członkowie sotni „Bira” ujęci przez żołnierzy Ludowego Wojska Polskiego w rejonie Zatwarnicy. Jesień 1946

Wiosną 1943 OUN-B rozpoczęła tworzenie w Galicji Wschodniej grup niezależnej od UPA formacji Ukraińskiej Narodowej Samoobrony. Rajd zgrupowania sowieckich partyzantów pod dowództwem Sydora Kowpaka, przeprowadzony w lipcu-sierpniu 1943 w Karpaty Wschodnie, zmobilizował OUN-B do wzmocnienia działań organizacyjnych. Pomimo że zgrupowanie kowpakowców zostało rozbite, Ukraińcy obawiali się opanowania Karpat przez inne partyzanckie oddziały sowieckie. W związku z tym rozpoczęto łączenie mniejszych grup UNS i przeformowywanie w UPA, tworząc UPA-Zachid. Oddziały tego zgrupowania stoczyły w drugiej połowie 1943 kilka bitew z jednostkami niemieckimi prowadzącymi obławy w Karpatach.
Jesienią 1943 UPA rozpoczęła przygotowania związane z powrotem władzy sowieckiej. Budowano schrony, gromadzono broń, przygotowywano zapasy żywności, prowadzono szkolenie wojskowe oraz akcję propagandową.
Planowano przeczekanie przejścia frontu w dużych kompleksach leśnych, część oddziałów skierowano do Galicji Wschodniej. Zaprzestano ataków na wojska niemieckie, robiąc wyjątki tylko w celu zdobycia broni i amunicji.
Do pierwszego starcia UPA z NKWD doszło 18 stycznia 1944, ale większe obławy rozpoczęły się w kwietniu 1944. Do największych bitew NKWD z UPA należała nierozstrzygnięta bitwa pod Hurbami.
Latem 1944 oddziały UPA toczyły zacięte walki o Czarny Las z sowieckim zgrupowaniem partyzanckim pod dowództwem Michaiła Szukajewa.
Na terenie Polski największymi akcjami UPA były próba zbrojnego powstrzymania wysiedleń ludności ukraińskiej do ZSRR w latach 1945–1946 (niszczono wtedy stacje kolejowe i infrastrukturę kolejową, rozpędzano komisje wysiedleńcze, uwalniano osoby zatrzymane w punktach repatriacyjnych), oraz akcja niszczenia opuszczonych po akcji wysiedleńczej wsi ukraińskich w celu przeciwdziałania osadnictwu polskiemu. Ostateczny kres działalności UPA na terytorium Polski przyniosła przeprowadzona w lecie 1947 roku Akcja Wisła.
W 2007 r. w archiwach ukraińskich rzekomo odkryto informacje świadczące o tym, że część zbrodni w latach 1944–1950 przypisywanych UPA mogła być dziełem specjalnych jednostek radzieckiego NKWD. Pośród owych jednostek było także dużo utworzonych z byłych członków UPA pracujących dla NKWD. Służba Bezpieczeństwa Ukrainy (SBU) oświadczyła, że około 150 takich specjalnych jednostek liczących 1800 ludzi działało do 1954 roku. Jednakże zdaniem Grzegorza Motyki nie ma żadnego udokumentowanego przypadku napadu przebranych za UPA enkawudzistów na jakąkolwiek polską wieś.

## Ideologia
Ideologia tej formacji zbrojnej podporządkowanej politycznie OUN opierała się głównie na dwóch publikacjach: „Nacjonalizmie”, książce Dmytro Doncowa i „Nacjokracji” z roku (1938) Mykoły Sciborskiego. W książkach tych ich autorzy postulowali ultra-nacjonalizm, czyli dominację w państwie etnicznych Ukraińców, antyparlamentaryzm i totalitaryzm (Ukraina będzie rządzona przez lidera nominowanego przez nacjonalistyczne elity, a nie partie polityczne). W kształtowaniu świadomości nacjonalistycznej ważną rolę odegrał również „Dekalog ukraińskiego nacjonalisty” z roku 1929.
Według części badaczy, np. Grzegorza Motyki ideolodzy OUN i UPA jawnie odwoływali się do ideologii faszystowskiej. Redaktorzy książki o Waffen-SS piszą o „wojowniczych nazistowskich kolaborantach z Ukraińskiej Powstańczej Armii (UPA)”.

## UPA w Polsce

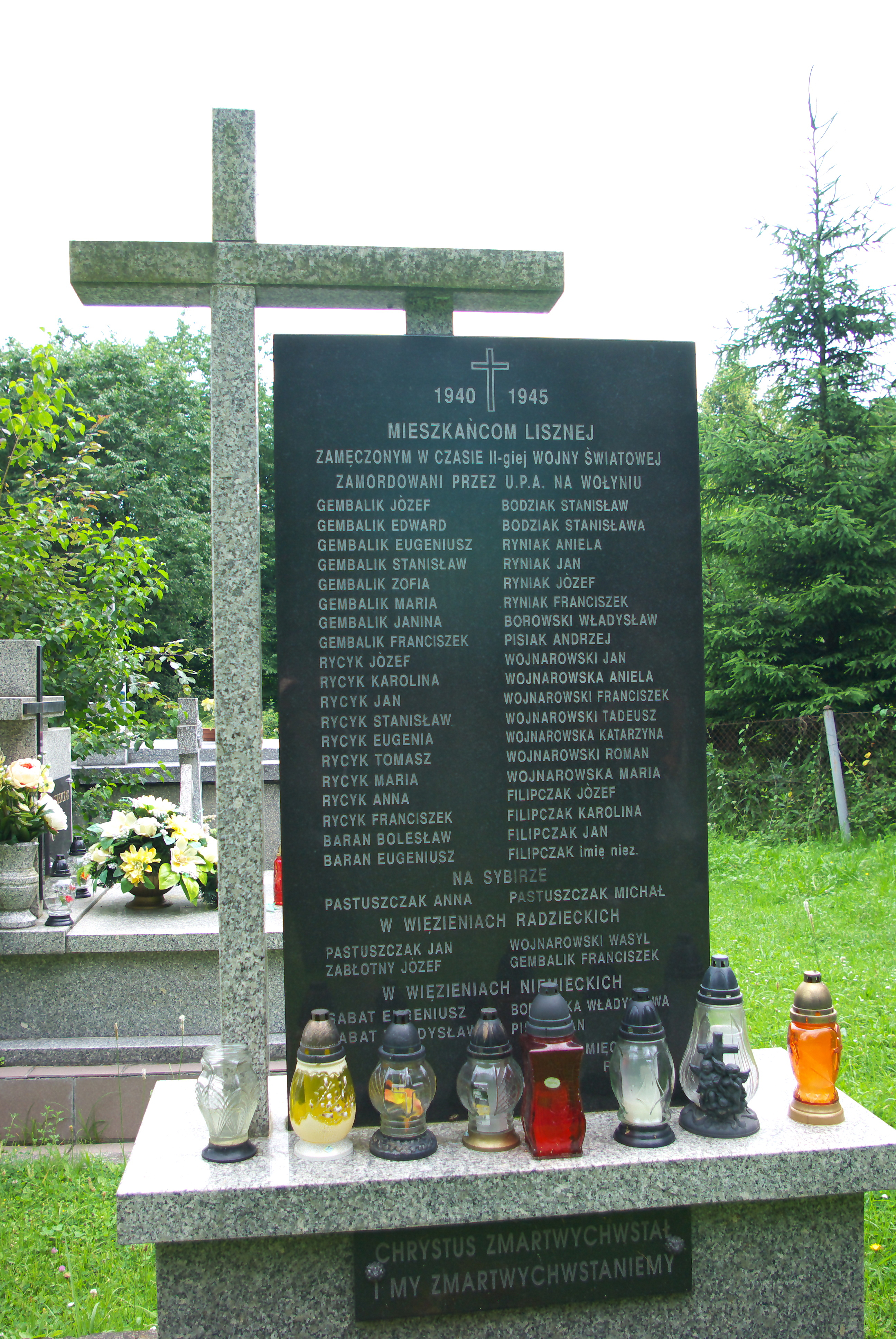
Liszna. Nazwiska Polaków pomordowanych przez UPA

Jeszcze za okupacji niemieckiej, na obecnych terenach Polski dowództwo UPA utworzyło 26 stycznia 1944 VI Okręg Wojskowy UPA „Sian”. Po zajęciu tego terenu w lipcu i sierpniu 1944 przez wojska radzieckie, istniejące oddziały UPA wycofały się w Ukraińskie Karpaty. Dopiero we wrześniu powróciły dwie sotnie, jednak wskutek dużego nasycenia terenu wojskami radzieckimi, i ciągłych obław NKWD (głównie w celu mobilizacji do Armii Czerwonej) zostały one rozformowane i rozproszone po terenowych placówkach SKW.
Do 1947 władze polskie nie czyniły wiele w celu likwidacji ukraińskiego podziemia, prowadząc w latach 1944–1946 akcję wysiedlania ludności ukraińskiej do ZSRR. Zajmowały się tym zadaniem 3 dywizje piechoty. UPA próbowała przeciwdziałać wysiedleniom, atakując oddziały LWP, KBW, WOP i MO, jak również infrastrukturę transportową (mosty, linie kolejowe, stacje). Nie udało się zatrzymać akcji, ale działalność UPA znacznie ją opóźniła.
Dopiero w styczniu 1947, po wyborach do Sejmu Ustawodawczego, pojawiły się dobrze uzbrojone lotne oddziały KBW, które stanowiły duże zagrożenie dla partyzantki ukraińskiej. W kwietniu 1947 władze polskie podjęły decyzję o wysiedleniu i rozproszeniu pozostałej ludności ukraińskiej w ramach Akcji Wisła na Ziemie Odzyskane. Tej akcji osłabione oddziały UPA nie mogły już przeciwdziałać. 25 maja 1947 dowódcy sotni otrzymali rozkaz przebijania się do strefy amerykańskiej na zachodzie. Oddziały bojowe opuściły teren Polski, przebijając się na Zachód lub do USRR w celu kontynuowania walki. W Polsce pozostały tylko drobne grupy, mające zapewnić łączność pomiędzy Zachodem a USRR. Zwalczanie ich trwało do jesieni 1948.
W okresie swojej działalności UPA dopuściła się wielu mordów na ludności cywilnej polskiej, ukraińskiej, rusińskiej i żydowskiej, grabienia wsi, porywania mieszkańców, m.in. zbrodni w Baligrodzie, Mucznem, spalenia miejscowości m.in. Bukowsko, Baligród, Sakowczyk, Cisna, Tworylne, Dylągowa, Nowotaniec, Odrzechowa, Bircza, Strzebowiska, Borownica, Krzywe, Temeszów, Prusiek, Leszczowate, Brelików, Ropienka, Wańkowa, Wola Michowa, Wola Sękowa, Siemuszowa, Kryłowie. Część ataków UPA na polskie ośrodki była odwetem za napady oddziałów polskich na Ukraińców.
Wyrokiem z dnia 22 września 1950 r. Sąd Najwyższy w sprawie Michała B. i innych oskarżonych, po rozpatrzeniu rewizji oskarżonych od wyroku Sądu Apelacyjnego we Wrocławiu z dnia 10 czerwca 1950 r., utrzymał w mocy zaskarżony wyrok. Rewizja oskarżonych zarzucała między innymi obrazę art. 4 § 1 i 2 dekretu z dnia 31 sierpnia 1944 r. o wymiarze kary dla faszystowsko-hitlerowskich zbrodniarzy winnych zabójstw i znęcania się nad ludnością cywilną i jeńcami oraz dla zdrajców Narodu Polskiego, przez uznanie Ukraińskiej Powstańczej Armii za organizację przestępczą w rozumieniu tegoż przepisu. W uzasadnieniu Sąd Najwyższy wyraził następujący pogląd prawny:

„Dekret z dnia 31 VIII 1944 roku, podając w art. 4 definicję organizacji przestępczej, za taką organizację w szczególności nakazuje uważać grupę, powołaną przez zrzeszenie polityczne działające w interesie państwa niemieckiego, która to grupa dąży do osiągnięcia swoich celów przez popełnienie zbrodni przeciwko ludzkości. Zebrane przez Sąd, a niezakwestionowane przez rewizję ustalenia odnośnie Ukraińskiej Powstańczej Armii wypełniają warunki wyżej przytoczonej definicji. Na tle notorycznego faktu bestialstw popełnionych przez UPA na ludności polskiej - ocena przez Sąd organizacji UPA, jako organizacji przestępnej w rozumieniu art. 4 dekretu z dnia 31 VIII 1944 roku - nie zawiera błędu prawnego”.

Należy podkreślić, że wyroki sądów Polski Ludowej wydane na członków OUN-UPA nadal wywołują skutki prawomocności materialnej. Nie ma prawnej możliwości unieważnienia tych wyroków czy wzruszenia ich w innym trybie ani też przyznania osobom skazanym bądź ich spadkobiercom jakichkolwiek odszkodowań z tego tytułu. Odróżnia je to od wyroków skazujących za członkostwo w polskim podziemiu niepodległościowym i opozycji demokratycznej, które na mocy ustawy z dnia z dnia 23 lutego 1991 r. o uznaniu za nieważne orzeczeń wydanych wobec osób represjonowanych za działalność na rzecz niepodległego bytu Państwa Polskiego wymiar sprawiedliwości III RP uznał za nieważne, łącznie z przyznaniem na wniosek represjonowanych osób odszkodowań za poniesioną szkodę i zadośćuczynień za doznaną krzywdę.

## Współpraca zagraniczna

### Współpraca z Niemcami
Jak pisze Grzegorz Motyka:

Choć OUN-B i UPA prowadziły walki z Niemcami, to jednak pewne kanały kontaktowe z władzami niemieckimi, jak się wydaje, nigdy nie zostały przerwane i od czasu do czasu były wykorzystywane.

Na przełomie lat 1943/1944, w obliczu zbliżającego się wkroczenia Armii Czerwonej, UPA zawierała wiele lokalnych porozumień z wojskami niemieckimi dotyczących np. zwalczania komunistycznej partyzantki lub blokowania mniejszych przełęczy karpackich w 1944. W zamian UPA otrzymywała od wojsk niemieckich nadwyżki sprzętu wojskowego i wyposażenia. 20 grudnia 1943 dowodzący zahonem im. Bohuna Porfirij Antoniuk ps. Sosenko porozumiał się z przedstawicielami starosty powiatu włodzimiersko-wołyńskiego. Na mocy zawartego układu obie strony zobowiązywały się powstrzymać od wzajemnych ataków, wspólnie zwalczać partyzantkę radziecką i polską. Podobne porozumienia zawarto w Kamieniu Koszyrskim, rejonach Werby i Deraźnego na Wołyniu. W województwach lwowskim, tarnopolskim i stanisławowskim negocjacje z Niemcami prowadził, w imieniu Centralnego Prowodu OUN-B, ks. Iwan Hrynioch ps. Herasymowski, który w marcu 1944 zaproponował „bezwarunkową i pełną lojalność” UPA i OUN wobec Niemców w zamian za zwolnienie ukraińskich więźniów politycznych, zaprzestanie represji przeciwko Ukraińcom i pozostawienie ukraińskim nacjonalistom swobody działania na tyle, na ile ich aktywność nie była sprzeczna z interesami niemieckimi. Rozmowy trwały przez kolejne miesiące i zakończyły się zawarciem nieformalnego porozumienia, na mocy którego Niemcy zgodzili się na zwolnienie więźniów, zaopatrywanie UPA w broń i amunicję, szkolenie ukraińskich dywersantów, natomiast podziemie ukraińskie zobowiązało się do prowadzenia dywersji i działań wywiadowczych przeciw siłom radzieckim. Motyka podkreśla, że układ ten został zawarty w momencie, gdy pozycja Niemców na ziemiach zamieszkiwanych przez Ukraińców była już bardzo zła i kontrolowali oni jedynie niewielkie obszary. Zdaniem tego samego autora z opisywanym porozumieniem należy łączyć zwolnienie z obozów czołowych działaczy nacjonalistycznych, w tym Stepana Bandery.
Od października 1944 odnotowane zostały pierwsze zrzuty spadochroniarzy ukraińskich (7 osób) dokonane przez Niemców, którzy następnie wzmocnili siły okręgu WO-6/Grupa „Sian”.
11 grudnia 1945 sotnia Burłaki podjęła próbę uwolnienia jeńców (głównie niemieckich) z obozu w Nehrybce koło Przemyśla. Akcja zakończyła się niepowodzeniem, głównie z powodu odmowy przez jeńców opuszczenia obozu.
Kontakty UPA z Niemcami ustały w 1945 wobec perspektywy ich klęski w wojnie.

### Próby współpracy z polskim podziemiem
W czasie II wojny światowej dochodziło do licznych prób porozumienia między polskim rządem emigracyjnym a przedstawicielami różnych ukraińskich ugrupowań politycznych. Wszystkie zakończyły się niepowodzeniem ze względu na nieprzezwyciężalną sprzeczność interesów: polskiego, zmierzającego do przywrócenia terytorialnego status quo ante bellum, czyli granicy polsko-radzieckiej ustalonej w traktacie ryskim z 1921 roku, i ukraińskiego, dążącego do budowy własnego niepodległego państwa kosztem części terytorium Polski i ZSRR – członków tej samej antyhitlerowskiej koalicji.
W lipcu 1941 roku rozpoczęły się rozmowy polsko-ukraińskie, prowadzone przez przewodniczącego Ukraińskiego Komitetu Centralnego Wołodymyra Kubijowycza i przedstawiciela ZWZ-AK Mirosława Żuławskiego. Kontynuowane były następnie we wrześniu 1941, marcu 1942 i marcu 1943. Głównym problemem w rozmowach było uzgodnienie przebiegu przyszłej granicy polsko-ukraińskiej. Ukraińcy twierdzili, że w obliczu dwóch wrogów – hitlerowskich Niemiec i Rosji Sowieckiej – oba narody są zmuszone do wzajemnych ustępstw i zawarcia porozumienia. Zaproponowali kompromis z granicą pomiędzy linią Bugu i Sanu a linią Zbrucza, określając nawet szczegółowiej, że mogłaby ona przebiegać w Galicji Wschodniej wzdłuż rzek Opór i Złota Lipa (z pozostawieniem Lwowa i Borysławsko-Drohobyckiego Zagłębia Naftowego po stronie polskiej), zaś na Wołyniu wzdłuż rzeki Styr. Polacy stali na stanowisku nienaruszalności granicy ryskiej. Do zawarcia porozumienia nie doszło.
Próby porozumienia próbowano osiągnąć w 1943 roku po nasilających się atakach UPA na polską ludność cywilną. Do kwatery dowództwa sił UPA udali się: pełnomocnik Okręgowej Delegatury Rządu Wołyń Zygmunt Rumel i członek konspiracji AK Krzysztof Markiewicz. 7 lipca przeprowadzono wstępne rozmowy w okolicy Świnarzyna na Wołyniu. 8 lipca delegacja pojechała na dalsze rozmowy do wsi Kustycze, gdzie po odbyciu rozmów obaj akowcy zostali zamordowani przez UPA.
Propozycja współpracy na szczeblu lokalnym została przedstawiona przez kpt. Mariana Gołębiewskiego na odprawie dowódców z obwodów AK Hrubieszów, Chełm i Zamość we wrześniu 1944. Po odprawie tej wydano skierowaną do Ukraińców ulotkę wzywającą do zaprzestania walk i zjednoczenia się przeciw wspólnemu wrogowi.
Porozumienie to nie znalazło poparcia we władzach centralnych Delegatury Sił Zbrojnych. Komendant Obszaru Centralnego DSZ, Jan Mazurkiewicz „Radosław” zabronił prowadzenia dalszych rozmów. Jednakże do wiosny 1947 na terenie Lubelszczyzny i Podlasia zawieszenie broni między UPA a polskim podziemiem poakowskim było mniej więcej przestrzegane, dochodziło nawet do współdziałania zbrojnego (atak żołnierzy UPA i WiN na Hrubieszów 28 maja 1946).

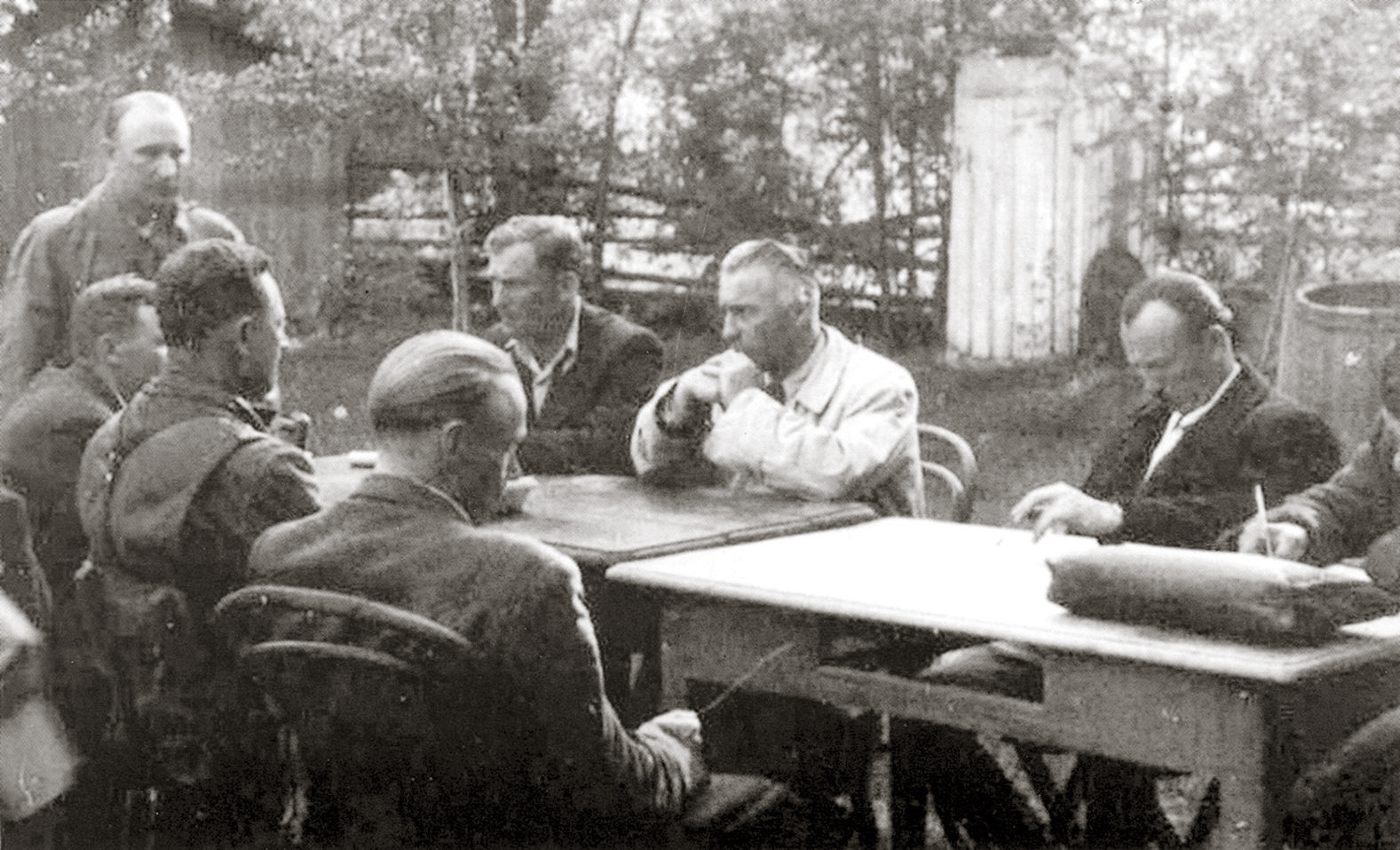
Spotkanie WiN i UHWR, OUN-B i UPA koło Rudy Różanieckiej 21 maja 1945. Od lewej stoi: kpr. Józef Borecki „Komar” – adiutant komendanta Obwodu AK–DSZ–WiN Tomaszów Lubelski, siedzą przodem od lewej: por. „Norbert”, kpt. Marian Gołębiewski „Irka” – inspektor Inspektoratu AK–DSZ–WiN Zamość, kpt. Stanisław Książek „Rota” oraz Mykoła Wynnyczuk „Kornijczuk”– prowidnyk II okręgu Organizacji Nacjonalistów Ukraińskich, od lewej siedzą tyłem: przedstawiciel Ukraińskiej Głównej Rady Wyzwoleńczej płk Jurij Łopatynski „Szejk”, Serhij Martyniuk „Hrab” oraz „Polakowski”

W roku 1945 doszło do wielu spotkań AK-WiN i OUN-UPA. Odbywały się one na różnych szczeblach i po wstępnych uzgodnieniach niejednokrotnie kończyły się zawarciem porozumienia. Warto dodać, że również posterunki milicji (obsadzone często przez byłych akowców) zawierały z UPA porozumienia o nieagresji a czasem i o współpracy.
Do spotkań polsko-ukraińskich doszło między innymi:
- 29 kwietnia 1945 r. we wsi Siedliska k. Dynowa, porozumienie zawarli: wysłani przez kpt. Dragana Sotiroviča „Drażę” – ppor. Józef Szajda „Belabes” oraz plut. pchor. Tadeusz German „Pirat” i reprezentujący stronę ukraińską kierownik 4. rejonu I Okręgu OUN Michał Dżuman „Borys”. Porozumienie objęło ziemię rzeszowską i ziemię przemyską, przetrwało do jesieni 1945 roku[82].
- 21 maja 1945 r. doszło do spotkania w przysiółku Żary będącym częścią wsi Lubliniec Nowy (obecnie Nowy Lubliniec pow. Lubaczów). W literaturze przedmiotu często podawana jest błędna informacja, że spotkanie to odbyło się w Rudzie Różanieckiej[83]. Były to najważniejsze rozmowy polskiego i ukraińskiego podziemia spośród wszystkich, które przeprowadzono w latach 1945–1946. Ich miejsce i czas ustalono na spotkaniu wstępnym, do którego doszło 2 maja 1945 r. w przysiółku Doliny wsi Żuków. Uczestniczyli w nim por. Marian Warda „Mały”, „Polakowski” i Mykoła Wynnyczuk „Kornijczuk”, „Wyr”[84]. Stronę polską reprezentowała delegacja na czele z kpt. Marianem Gołębiewskim „Sterem”, ze strony ukraińskiej przybyli ppłk Jurij Łopatynski „Szejk” (otrzymał pełnomocnictwa bezpośrednio od Szuchewycza), referent organizacyjny II Okręgu OUN Mykoła Wynnyczuk „Wyr” „Kornijczuk” i Serhij Martyniuk „Hrab”[83]. Porozumienie obejmowało nieagresję, współpracę i pomoc. Dotyczyło powiatów: Lubaczów, Tomaszów Lubelski, Hrubieszów, Biłgoraj i Chełm. Przetrwało do kwietnia 1947 roku[82].
- 27/28 października 1945 r. doszło do spotkania na kolonii Tuczna k. Choroszczynki pow. Biała Podlaska. Strony reprezentowali: mjr. Jan Szatowski „Szatyński” i Serhij Martyniuk „Hrab”, „Kryha”. Porozumienie objęło pow. Włodawa i Biała Podlaska. Pomimo występujących zgrzytów i wzajemnych pretensji przetrwało do początku 1947 roku[82].
- W grudniu 1945 r. na kolonii koło Dołhobyczowa spotkali się: por. Jan Łabądzki „Gołąb” i dwóch przedstawicieli strony ukraińskiej[82].
- 1 kwietnia 1946 r. w Sahryniu pow. Hrubieszów spotkali się: por. Stanisław Książek „Wyrwa” i referent propagandowy III Okręgu OUN Teodor Harasymiak „Dunajski”[82].
- 18 maja 1946 r. w folwarku Miętkie pow. Hrubieszów, spotkali się: Jan Zadrąg „Ostoja” i Teodor Harasymiak „Dunajski”. Stronę polską reprezentowało dwunastu delegatów, a ukraińską tylko trzech. Ukraińcy nie przypuszczali, że Polacy przywiązują tak dużą wagę do tego spotkania. Trwało ono około 10 godzin, a omawiano między innymi wspólną akcję na Hrubieszów, przeprowadzoną 27/28 maja[82].
- W dniach 2 i 3 sierpnia 1946 r. we Władzinie gm. Uhanie pow. Hrubieszów z podziemiem polskim i ukraińskim spotkał się William Derek Selby, korespondent „Sunday Times’a”[82].

Poza wymienionymi, było wiele spotkań o mniejszej randze, gdzie porozumienia zawierały z OUN-UPA polskie podziemie i milicja, a dotyczyły obszarów gmin.

### Współpraca z Rumunią
Pod koniec 1943 UPA podjęła rozmowy z Rumunią w Bukareszcie na temat współpracy wojskowej. Nie zakończyły się porozumieniem, jednak władze rumuńskie zwolniły znajdujących się w więzieniach rumuńskich działaczy OUN.
Oprócz tego w czerwcu i lipcu 1949 jedna z sotni UPA zorganizowała rajd do Rumunii, w celu nawiązania kontaktu z tamtejszym podziemiem antykomunistycznym. Wyniki tego wypadu nie są znane.

### Współpraca z Węgrami
W grudniu 1943 doszło w Budapeszcie (w tajemnicy przed Niemcami) do spotkania delegatów UPA z władzami węgierskimi. Zakończyło się ono zawarciem porozumienia, w którym Węgrzy, w zamian za nieatakowanie ich wojsk, zobowiązali się dostarczać UPA broń i amunicję. Dostarczano również instruktorów wojskowych, którzy dla niepoznaki występowali jako jeńcy wojenni. Poza tym przy węgierskim Sztabie Generalnym umieszczono oficera łącznikowego UPA.

## Powojenne oceny Ukraińskiej Powstańczej Armii

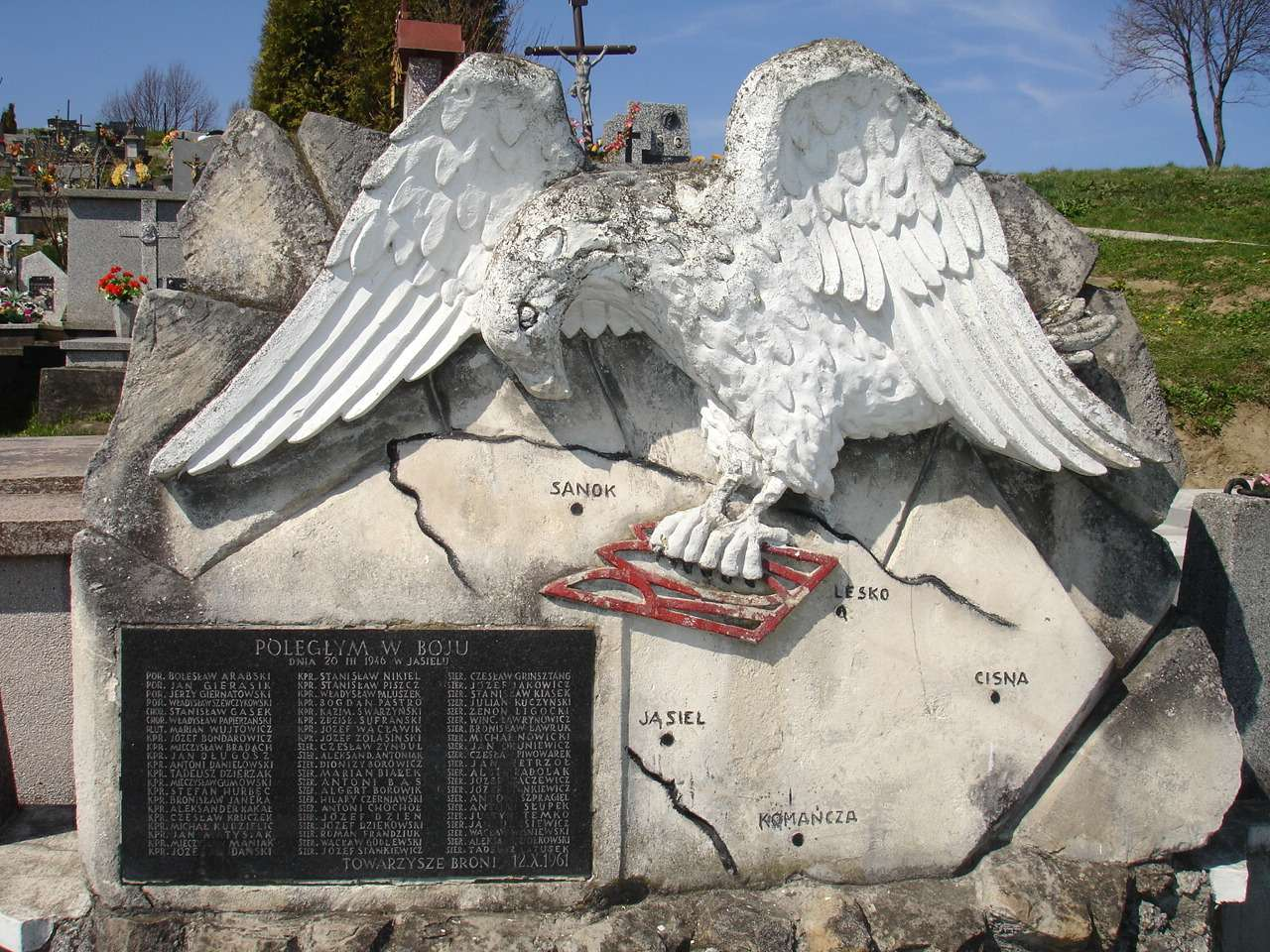
Pomnik żołnierzy WOP poległych w walkach z UPA w Jasielu. Ustanowiony w 1961 na Nowym Cmentarzu w Zagórzu.

W okresie istnienia ZSRR historycy działający w Ukraińskiej SRR nie mogli prowadzić rzetelnych badań nad działalnością UPA z powodu przemilczania jej udziału w walce z Niemcami oraz władzą sowiecką. Grzegorz Motyka przedstawił opinię, iż antykomunistyczne podziemie można było opisywać jedynie w czarnych barwach – jako zbrodnicze, kolaboracyjne i bandyckie. Podobnemu ideologicznemu zniekształceniu podlegała historiografia w PRL, choć pojawiały się w niej interesujące prace. Z przyczyn politycznych nie mówiono o prawdziwych zbrodniach UPA dokonanych na Kresach Wschodnich, rekompensując je, szczególnie w pozycjach beletrystycznych opisami niekiedy fikcyjnych zbrodni UPA na terenie powojennej Polski oraz innymi ubarwionymi opisami rzeczywistości. Zdaniem Grzegorza Motyki pomijano fakty mogące pozytywnie świadczyć o UPA (walka o państwowość Ukrainy), a uwypuklano fakty kolaboracji z III Rzeszą. Grzegorz Motyka uważa, że celem tak prowadzonej propagandy PRL było zniechęcenie Polaków do idei niepodległości Ukrainy, ukojenie tęsknoty za kresami wysiedlonych Polaków i przedstawienie funkcjonariuszy Polski Ludowej walczących z UPA jako polskich patriotów.
Ihor Iljuszyn i Grzegorz Motyka zgodnie uważają, że historiografie niepodległej Ukrainy i Polski odziedziczyły po epoce komunizmu zniekształcony obraz UPA i stosunków polsko-ukraińskich i musiały od podstaw podjąć się badania tych tematów.
UPA jest odmiennie oceniana przez mieszkańców wschodu i zachodu Ukrainy. Na wschodzie kraju nacjonalistyczna partyzantka jest odbierana całkowicie negatywnie, natomiast na zachodzie część Ukraińców otacza ją czcią. Publikacje ukraińskie poświęcone tematyce UPA skupiają się na jej walce z ZSRR i Niemcami hitlerowskimi, marginalizując problem stosunku tej organizacji do Polaków, względnie sprowadzając przebieg wydarzeń do wojny partyzanckiej.

Trudno się zgodzić z taką oceną. Zbrodnie popełnione na polskiej ludności cywilnej są krwawą skazą na ukraińskim ruchu partyzanckim. I cechą, jak się wydaje, wyróżniającą go spośród innych ruchów antykomunistycznych w Europie Środkowo-Wschodniej. Choć mordy na ludności cywilnej popełniały różne narodowe formacje partyzanckie, w tym także polskie, to jednak tylko UPA przeprowadziła na taką skalę zorganizowaną czystkę etniczną. W tym wypadku nasuwają się skojarzenia nie tyle z innymi antykomunistycznymi ruchami partyzanckimi, co raczej z wydarzeniami na Bałkanach czy w Ruandzie.

W Polsce natomiast na UPA patrzy się głównie przez pryzmat ludobójstwa popełnionego na Polakach. Ks. Tadeusz Isakowicz-Zaleski uważa, że Ukraińska Powstańcza Armia, tak jak SS czy Gestapo, na zawsze pozostanie organizacją zbrodniczą, odpowiedzialną za cierpienia setek tysięcy Polaków, Żydów, Ukraińców i przedstawicieli innych narodowości; podobne poglądy prezentują za nim środowiska kresowe i ich sympatycy.

...dla wielu Polaków OUN i UPA były organizacjami zbrodniczymi, w których mogli się znaleźć jedynie krwawi oprawcy. Liczna grupa Ukraińców uważa, iż członkowie tych formacji byli ucieleśnieniem cnót żołnierskich, wręcz rycerzami oddającymi swe życie dla świętej sprawy. Te dwa skrajnie odmienne stanowiska wyznaczają pole polsko-ukraińskiej dyskusji na temat UPA.

Grzegorz Motyka (2011):

Mitem jest też twierdzenie, jakoby nacjonaliści byli wyizolowaną grupą społeczną. Przez ukraińskie podziemie przeszło 1–2 procent populacji Ukrainy zachodniej. Dokładnie taki sam procent zaangażowanych w działalność ruchu oporu spotykamy na Litwie i w wielu innych państwach. Pokazuje to, że – szczególnie powojenna – walka UPA z komunistami cieszyła się ogromnym poparciem społecznym na Wołyniu i w Galicji Wschodniej. Zresztą, bez tego podziemie nie byłoby w stanie tak długo istnieć w warunkach sowieckich.

### Upamiętnienie UPA po wojnie

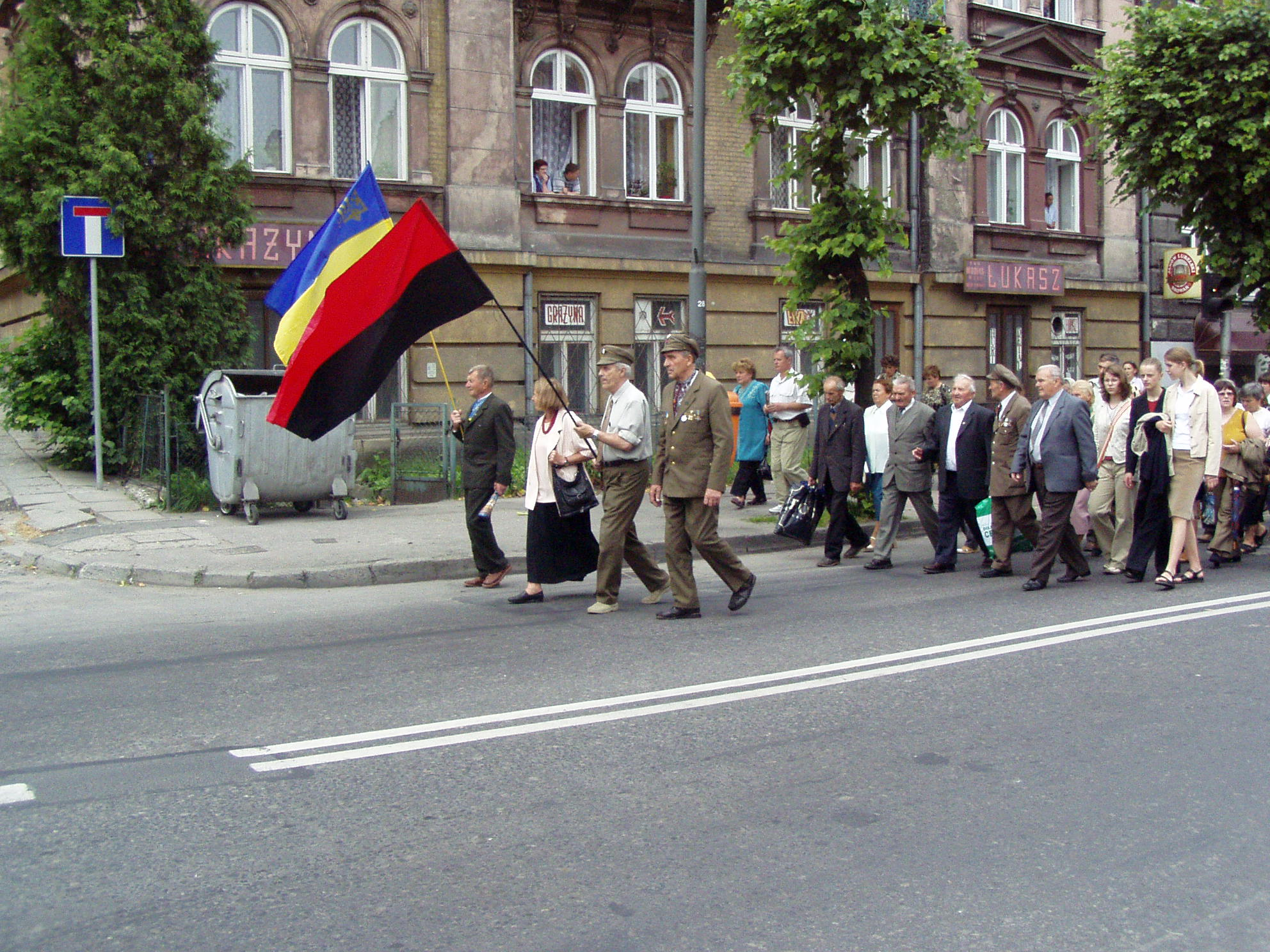
Weterani UPA w Przemyślu

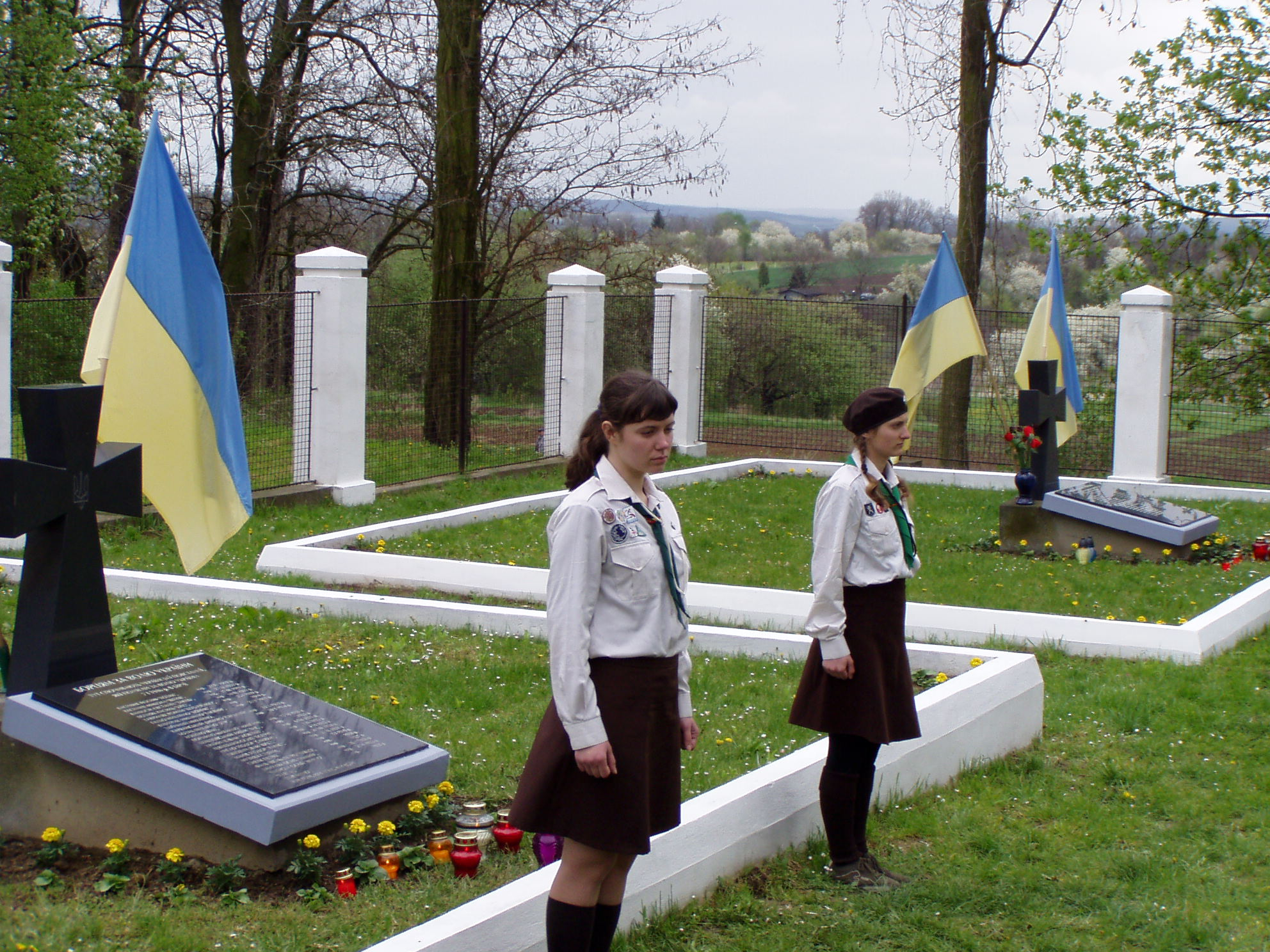
Warta honorowa ukraińskich płastunek przed grobem powstańców (USS i UPA) w Pikulicach w dniu 29 kwietnia 2007 w rocznicę Akcji Wisła.

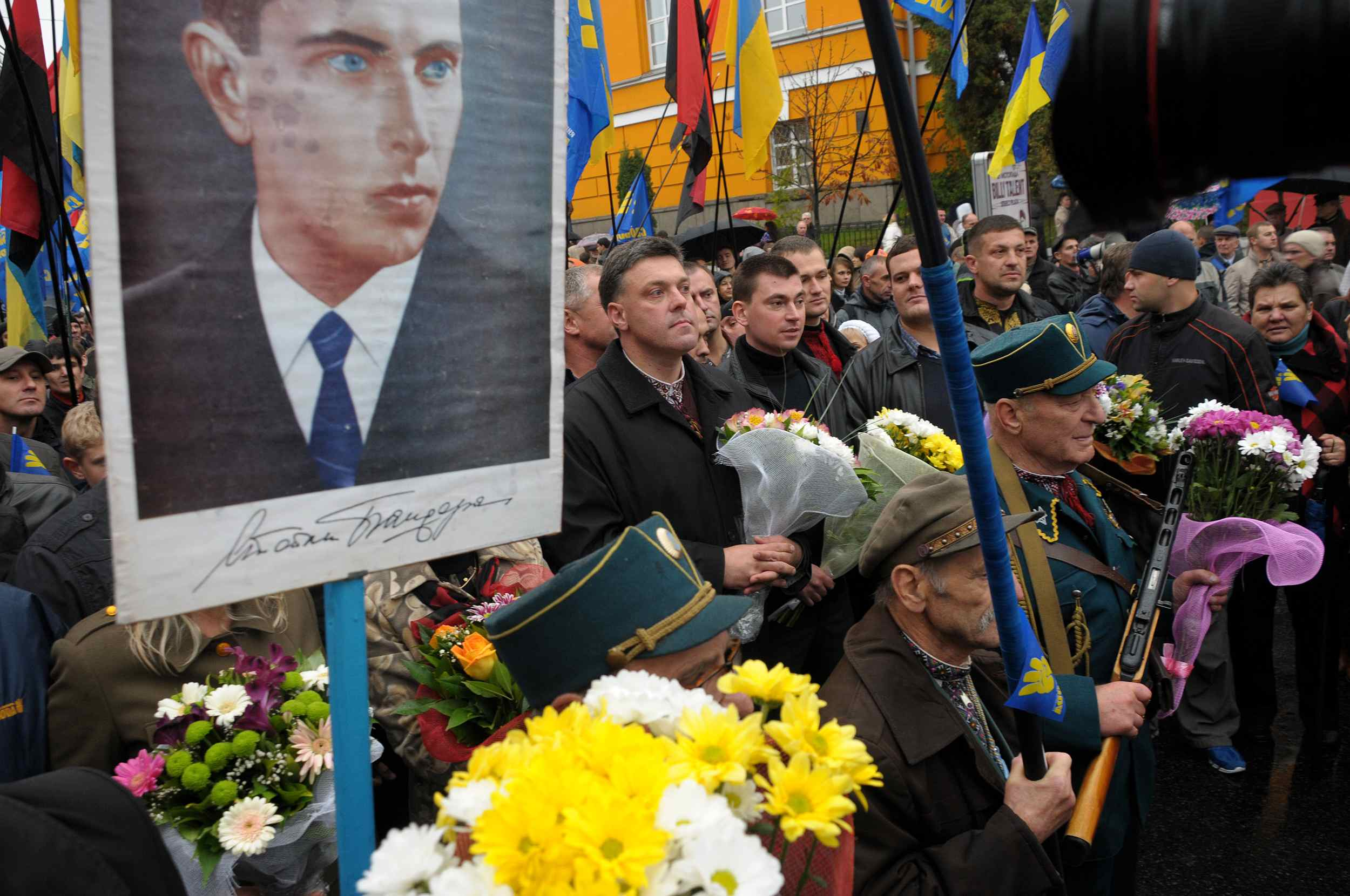
Weterani UPA w Kijowie, widoczni m.in. Ołeh Tiahnybok i Jurij Mychalczyszyn, 2012 r.

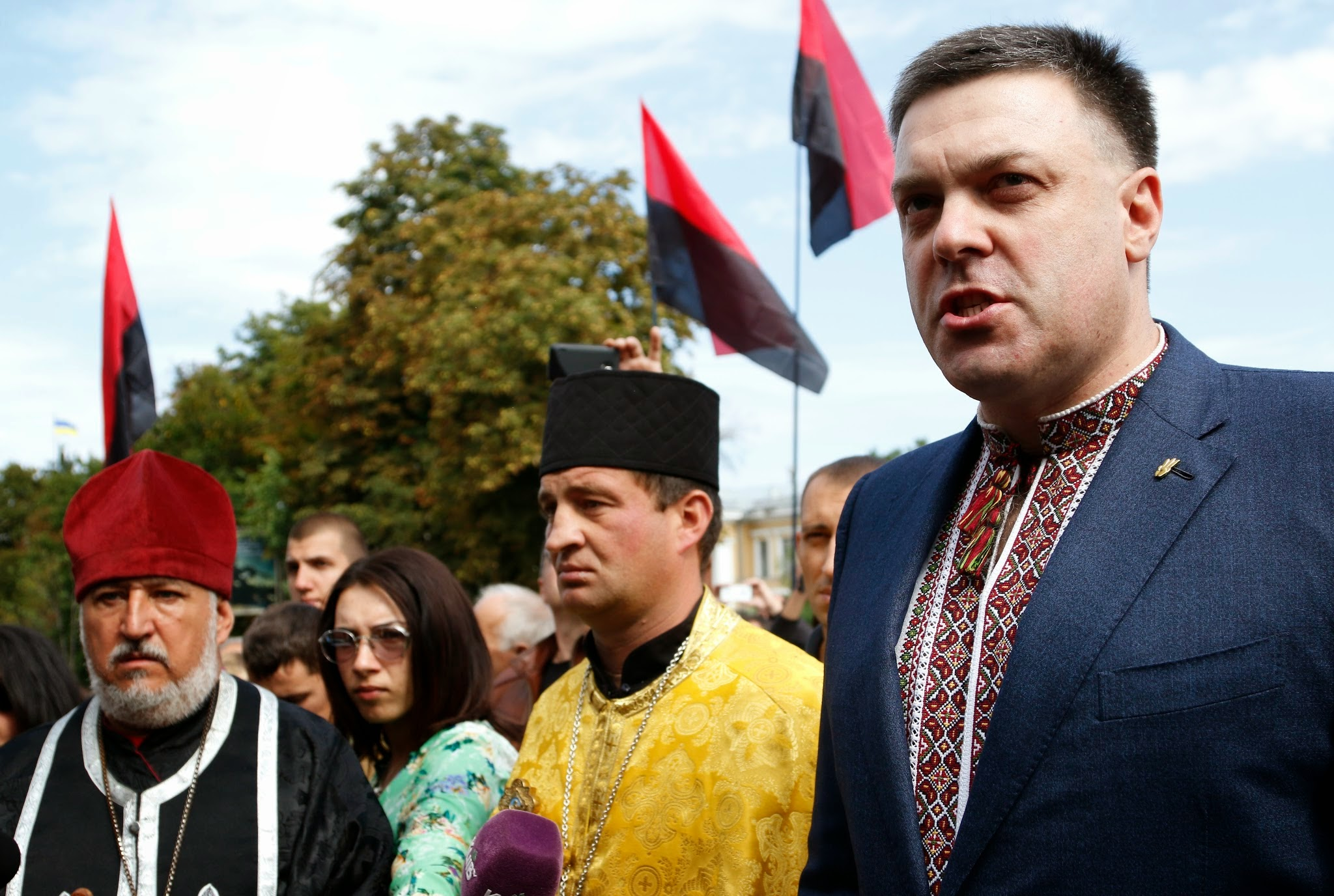
Ołeh Tiahnybok i duchowni ukraińscy stojący na tle czerwono-czarnych flag UPA, 2014 r.

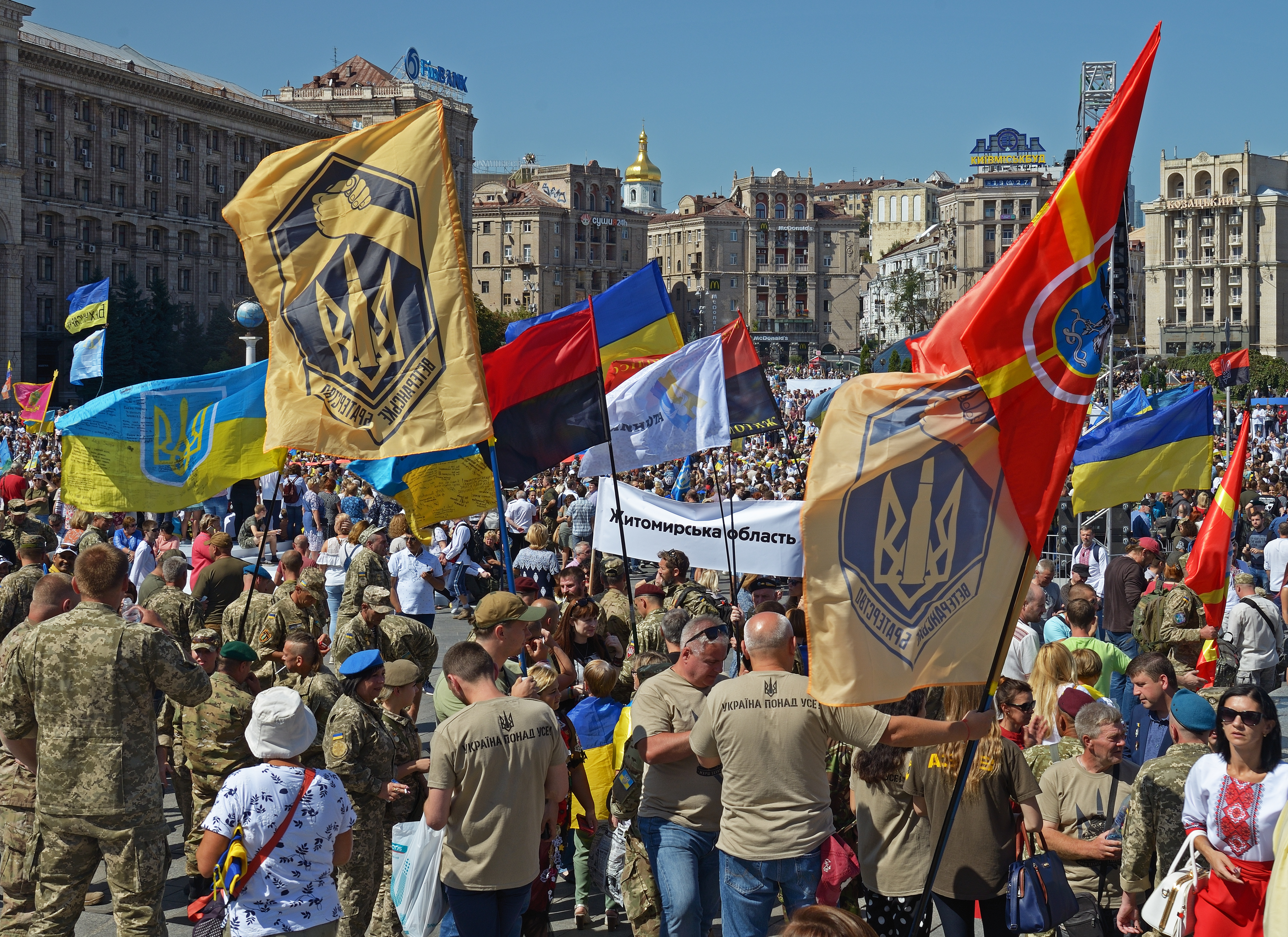
Czerwono-czarne flagi UPA widoczne podczas marszu obrońców Ukrainy w Święto Niepodległości w Kijowie, 2019 r.

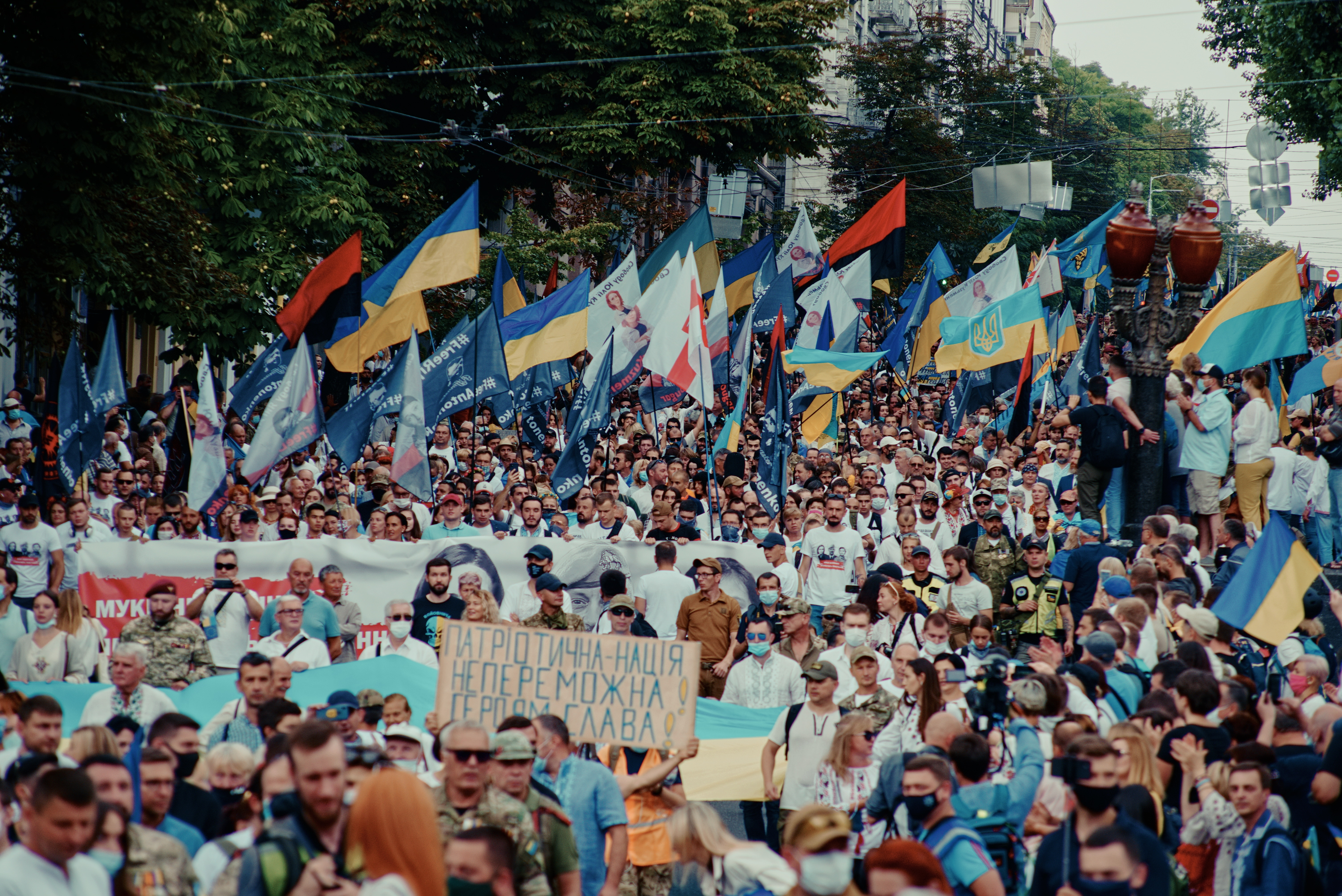
Czerwono-czarne flagi UPA widoczne podczas marszu obrońców Ukrainy w Święto Niepodległości w Kijowie, 2020 r.

W 1994 r. w miejscowości Hruszowice wybudowano jedyny w Polsce pomnik UPA, upamiętniający bojowników UPA, poległych w walce o Zakerzonie w 1946 r. (zburzony 26 kwietnia 2017).
W 1995 Rada Główna Związku Ukraińców w Polsce złożyła do Sejmu projekt ustawy przyznający członkom UPA, którzy byli więzieni w czasach stalinowskich, uprawnień kombatanckich. W projekcie ZUwP postulował również, aby państwo polskie wypłaciło odszkodowania ofiarom Akcji Wisła.
25 stycznia 1995 w Komisji Mniejszości Narodowych i Etnicznych Sejmu oraz ROPWiM zawarto porozumienie o współpracy ze Związkiem Ukraińców w Polsce, określając kryteria upamiętnienia Ukraińców. W uchwale uzgodniono, że miejsca pamięci powinny być związane z faktycznym miejscem pochówku, a napisy na płytach i pomnikach muszą być dwujęzyczne i nie mogą godzić w uczucia Polaków. Inicjatywę poparli wszyscy obecni, w tym przedstawiciele Związku Ukraińców w Polsce.
14 października 2006 roku, w 64. rocznicę powstania UPA prezydent Wiktor Juszczenko, podpisał dekret uznający Ukraińską Powstańczą Armię za ruch wyzwoleńczy. Dekret ten ma jedynie znaczenie propagandowe, gdyż odpowiednia uchwała nie została jeszcze podjęta przez ukraiński parlament, a ponadto Prezydent Ukrainy nie ma uprawnień do nadawania komukolwiek statusu kombatanta i do przyznawania związanych z tym przywilejów i ulg.
11 października 2007 Borys Tarasiuk wezwał prezydenta Juszczenkę do wydania dekretu, uznającego UPA za stronę walczącą o niepodległość państwa. Wystąpienie Tarasiuka jako przewodniczącego Ludowego Ruchu Ukrainy przypada w tygodniu poprzedzającym 65. rocznicę powstania UPA. W swoim apelu ocenił, że „UPA z honorem wypełniała swe obowiązki wobec narodu i zasługuje na pamięć i szacunek ze strony państwa i obywateli”.
16 czerwca 2009 w parlamencie Litwy uroczyście otwarto wystawę ku czci Ukraińskiej Powstańczej Armii, w otwarciu wystawy przygotowanej przez stronę ukraińską wzięli udział m.in. wicemarszałek Sejmu Litwy Algis Kaszeta, dyrektor Centrum Badania Ludobójstwa i Ruchu Oporu Mieszkańców Litwy Terese Birute- Burauskaitė, poseł litewskiego sejmu Dalia Koudite, europoseł Vytautas Landsbergis, ambasador Ukrainy na Litwie Ihor Prokopczuk, dyrektor Wydzielonego Państwowego Archiwum Służby Bezpieczeństwa Ukrainy Wołodymyr Wjatrowycz. Następnie wystawa będzie prezentowana w Rydze i Tallinnie.
W październiku 2021 roku Lwowska Rada Obwodowa przyjęła uchwałę, w której ogłosiła rok 2022 rokiem Ukraińskiej Powstańczej Armii. Deputowani zwrócili się też z apelem do Rady Najwyższej Ukrainy o podjęcie takiej inicjatywy na poziomie państwowym. Pod koniec grudnia 2021 roku Rada Najwyższa przyjęła uchwałę o ważnych rocznicach historycznych, które zostaną upamiętnione na szczeblu państwowym w latach 2022–2023; wśród nich znalazła się m.in. przypadająca na 2022 rok 80. rocznica powstania UPA.

### Potępienie UPA po wojnie
- 27 października 2009 r. Sejmik Województwa Opolskiego przegłosował rezolucję upamiętniającą polskie ofiary zbrodni popełnionych przez UPA i OUN. W tekście tym organizacje te zostały uznane za zbrodnicze[117].
- 28 grudnia 2009 r. Sejmik Województwa Podkarpackiego potępił zbrodniarzy z OUN-UPA, którzy dokonali ludobójstwa na obywatelach II Rzeczypospolitej Polskiej na Kresach[118].

- 23 lutego 2010 r. Sejmik Województwa Lubuskiego potępił gloryfikację na Zachodniej Ukrainie Organizacji Ukraińskich Nacjonalistów i Ukraińskiej Powstańczej Armii, a także przyznanie tytułu bohatera Ukrainy Stepanowi Banderze[119].
- W odpowiedzi na uchwałę parlamentu Ukrainy z 9 kwietnia 2015 roku, dotyczącą uznania bojowników UPA za walczących o niepodległość Ukrainy oraz wprowadzającą kary za krytykę OUN-UPA, europejscy (w tym ukraińscy) i amerykańscy naukowcy i specjaliści od historii Ukrainy wystosowali otwarte pismo do prezydenta Ukrainy Petro Poroszenki i przewodniczącego Rady Wołodymyra Hrojsmana w którym skrytykowali tę decyzję przyjętą bez debaty w parlamencie, ograniczanie prawa do wolności wypowiedzi, oraz wezwali prezydenta Ukrainy do odrzucenia tej uchwały. W szczególności uznano za niepokojące zabranianie krytykowania UPA, która wzięła udział w ludobójstwie Polaków podczas drugiej wojny światowej, jak i OUN, która w 1941 roku uczestniczyła w pogromach Żydów pod okupacją niemiecką, a frakcja melnykowska OUN-M pozostała przez całą wojnę sojusznikiem hitlerowskich Niemiec[120].

Nie zważając na tego typu głosy, 15 maja 2015 Petro Poroszenko podpisał pakiet ustaw, w tym w/wym. uznającą członków UPA za bojowników o wolność Ukrainy, tym samym dając weteranom UPA prawo do specjalnych gwarancji socjalnych i ulg państwowych. Jednym z autorów wspomnianych ustaw był syn przedostatniego dowódcy UPA Jurij Szuchiewicz.